# Az Élet a fagypont alatt epizódjainak listája
Az Élet a fagypont alatt epizódjainak listája az amerikai televíziós sorozat epizódjainak címét, egyéb adatait és cselekményét tartalmazza.
Az év néhány melegebb hónapjában felvett páros évadok epizódjai Az olvadás (The Thaw) alcimmel szerepelnek.
A magyar adatbázisok (DIGI EPG, azaz elektronikus műsorújság, port.hu, ...) általában nem követik a gyártó évad/epizód számozását, hanem saját év/epizód számozást próbáltak használni. Azonban a sorozatnak évente egy téli és egy tavaszi-nyári-őszi évada volt eredetileg, emiatt ez a törekvésük nem járt sikerrel. Mivel feltehetően mindehhez még elgépelések is társultak, teljes lett a káosz mind a Spektrum, mind a BBC Earth csatornán. Egy-egy epizód kétszer is szerepel. Például a 11. évad 3. epizód (Nincs garancia – No Guarantees) című epizód) DIGI elektronikus műsorújság 3. rész, 2015. port.hu: VI/3. rész. További problémát okoz, hogy néhány, főleg egy-egy szereplőről szóló összefoglaló epizódot Magyarországon nem mutattak be. Ezekhez járult, hogy egy-egy évadban az eredeti címfeliratokban nem írták ki az epizódok eredeti címét, másoknál a magyar szinkronos változatban nem hangzik el a magyar cím.

## 1. évad (2013)
- 1. ??/BBC Earth: Az út végén (S1, Ep1; End of the Road, 2013. május 19.) (DIGI: 1. rész, 2013; PORT: ?)

Sue bokaműtéte után három hónap után menne haza Kavikbe. A tábor meteorológiai állomás, üzemanyagtöltő és menedékhely. Fairbanksben műtötték, és Deadhorstból indulna a gépe. De a repülőgépnek meghibásodás miatt vissza kell fordulnia. Hailstone-ék jég alatti hálós halászattal próbálkoznak. Valóságos türelemjáték a háló kifeszítése a jég alatt. Jó pár nagy lazacot sikerül kifogniuk. Agnes inupiát származású. A jég beszakadása miatt vesztette el az édesanyját, bátyját és annak barátnőjét. Ezért különösen ideges amikor a jégre kell lépnie. Erik végre talált egy rénszarvast, akinek nincs borja és sikerül is elejtenie. Andy kutyaszánnal indul élelemért és a postáért a városba, Eagle-be, de nem talál biztonságos átjárót a Yukonon. Pár nap után újra próbálkozik és sikerrel is jár.
- 2. ??/BBC Earth: Vadászat, csere, lopás (S1, Ep2; Hunt, Barter and Steal, 2013. május 26.) (DIGI: 5.? rész, 2013; PORT: ?)

Sue végre hazaér. Távolléte alatt valaki megdézsmálta a fűtőolaját. Csupán pár napra elegendő maradt. A tartályrepülőnek leszállópályát kell kialakítania. Andyék kutyás bemutatót szoktak tartani az érdeklődőknek. A kutyákat folyamatosan ki kell egészíteni fiatalabb jövevényekkel, különben a csapat egyszerre öregedne ki és mindent elölről kellene kezdeni ami hatalmas munka lenne. Andyék utolsó kutyakölyke is felnőtt, és épp ezen a napon költöztetik ki. Hailstone-ék az egész családdal hálós nyúlvadászatra indulnak. De hiába látnak rengeteg nyúlnyomot, egy nyulat se látnak. Végre megérkezik a repülő Suehoz. Erik lő két rókát és vacsorára két szép hófajdot. Chip is szeretne kihelyezni néhány rókacsapdát Agnes rokonának a háza közelében. És felállít egy hódcsapdát is a vízben, de egyelőre nem jár sikerrel.
- 3. Tél peremén??/BBC Earth: Kemény tél (S1, Ep3; Winters Edge, 2013. június 2.) (DIGI: 3. rész; PORT: ?)

Sue a közelgő hóvihar miatt aggódik. Köteleket feszít ki az épületek között, hogy a viharban, amikor nulla a látótávolság, el ne tévedjen. Kavik meteorológiai állomásként is funkcionál. Erik éjjel indul a folyóra vízért. Andy Eagle-be indul kutyaszánnal, de el kell takarítania az útból az akadályokat. Chip és Agnes karibura vadászik. Sue elmeséli egy grizzly támadásának a történetét. Eriknek fogyóban a tűzifája is. A vihar elmúltával Sue letakarítja a tetőkről a ránehezedő havat. Andy a fárasztó nap után szaunával frissíti fel magát.
- 4. Farkas a küszöbön/BBC Earth: Farkas az ajtónál (S1, Ep4; Wolf at the Door, 2013. június 9.) (DIGI:  4. rész, 2013; PORT: ?)

Sue tábora körül farkas ólálkodik. Nyugtalanító, hogy farkasnyomokat talál egészen közel. Chipnek a hómobiljához ékszíjra van szüksége. Rádión hirdeti meg a környéken, hogy karibuhúst ad cserébe. Hamarosan érkezik is a jelentkező. Erik csapdával szeretne egy hiúzt fogni. Megbetegszik, de végre sikerül fognia egy értékes hiúzt. Andy fáért megy, de a hómobil másfél kilométer után elromlik. Sue kedvenc rókái. A legszelídebb Loxy, amelynek családját egy medve pusztította el. Azóta Sue a családja. Hailstone-ék látogatóba mennek a sógorhoz némi fókazsírért cserélni.
- 5. Vér, verejték és rettegés/BBC Earth: Vér, verejték és rémület (S1, Ep5; Blood, Sweat and Fear, 2013. június 16.) (DIGI: ?; PORT: ?)

Egy farkas túljárt Erik eszén: rozsomák számára helyezett ki csapdát karibufejjel, de egy farkas kilopta a csalit a csapdából anélkül, hogy a csapda működött volna. Hailstone-ék hálós nyúlvadászatra indulnak. Sue-nak rendbe kell hoznia a kifutópályát, hogy az üzemanyagszállító repülőgépek leszállhasson. De a szél visszahordja a havat a pályára. Andyék a legfiatalabb kutyájukat, Jacket szoktatják a csapathoz. Kicsit szomorúak, mert ez az utolsó kutyájuk.
- 6. Szörnyek márpedig léteznek/BBC Earth:  (S1, Ep6; There Be Monsters, 2013. június 23.) (DIGI: 6. rész, 2013; PORT: ?)

Andynek nincs szerencséje a fával és a hómobillal. Fáért ment és a jégen felborult a hómobil. Végre Sue olaja is megérkezik. Erik egyik csapdájában egy még élő rozsomákot talál. Andy egy szép nyakláncot készített felesége szülinapjára. Erik Fairbanksben adja el az általa elejtett és kikészített prémeket. Halestone-ék az egész családdal messzire kirándulnak vadászni, hogy az év hátralevő részére elegendő húst szerezzenek. Útközben is pézsmatulok prémen karibu hálózsákban alszanak. Sue nagyon örül, mert minden gond nélkül sikerül beindítania a generátort, és hosszú napok után ismét van villany és villanyvilágítás.
- 7. ??/BBC Earth:  (S1, Ep7; Cold Dark and Alone, 2013. június 30.) (DIGI: 7. rész, 2013; PORT: ?)

Hat ember küzd a túlélésért egy kemény télen. Sue arra törekszik, hogy valami ételt szerezzen a tányérjára. Erik összeomlik a hógépekkel, miközben ellenőrzi a csapdákat, és arra kényszeríti, hogy váratlanul induljon el Fairbanksbe.
- 8. Sakk-matt/BBC Earth: Sakk-matt (S1, Ep8; Checkmate, 2013. július 7.) (DIGI: 8. rész, 2013; PORT: ?)

Sue zajra ébred. Farkasra vagy rozsomákra gyanakszik. Eléggé megijed, és a további keresést későbbre halasztja. Hailstone-ék karibut szeretnének lőni. Agnesnek sikerül is. Erik napelemes rendszere. Három táblája biztosítja a rádió és a többi eszköz áramellátását. A csapdák ellenőrzése közben lő négy szép lucfajdot a 22-esével. Legalább nem megy haza üres kézzel. Andy a lánctalpas járművet, a Bombit próbálja megszerelni. Félrehúz, de sikerül beállítania. Sue rókáinak visszatérése jelzi, sikerült elkergetnie a rozsomákot.
- 9. A hajsza/BBC Earth: A hajsza (S1, Ep9; The Chase, 2013. július 14.) (DIGI: 9. rész, 2013; PORT: ?)

A Hailstone házaspár Deering környékén egy farkast próbál becserkészni. Végül Agnesnek sikerül is leterítenie. Sue-nak fogytán a karibuhúsa. A mínusz harminc fokos hidegben jávorszarvast szeretne lőni. Mivel közeledik a tavasz, Andyék aggódnak az olvadás és a lehetséges ár miatt. Erik fog két pézsmapatkányt (cickányt). Így, ép bundával többet ér a prémük mint kilyukasztva. Sue a sikertelen vadászat után életveszélyes mutatvánnyal tér haza a folyó olvadozó jegén át. Agnesék feldolgozzák az elejtett farkast. Az értékes prémen kívül is szinte minden részét felhasználják valamire.
- 10. Az árral szemben (S1, Ep10; Hell and High Water, 2013. július 21.) (DIGI: 10. rész, 2013; PORT: ?)

Andy a közelgő jégzajlás miatt aggódik. 2009-ben Andyéket egyszer már elmosta az ár. A jég most is túl vastag, a hegyekben pedig nagyon sok a hó. Sue hómobiljának elszakad az ékszíja. Íme egy életveszélyes helyzet. De szerencsére mindig van vele tartalék. Hailstone-ék lékhalászattal fehér lazacot (melmát) próbálnak még fogni. A légyrajzás után már lehetetlen lesz. Sikerül is egy igazán nagy mellett pár kisebbet és néhány tiktalikot is fogniuk. Erik fáért megy. Hamarosan hat vadászt fog kalauzolni, akik grizzlyt akarnak lőni. Az első még aznap érkezik. Sue nehéz döntés előtt áll: vagy megveszi a tábort, vagy ötvenévesen új életet kell kezdenie valahol máshol. Fia arra biztatja, hogy döntsön a saját igényei szerint, így végül Fairbanksben aláírja az adás-vételi szerződést. Közben Andyék félelmei alaptalannak bizonyulnak: a jég különösebb probléma nélkül levonul. Ahol feltorlódott, illetve partra futott, ott sem okozott kiöntést.

## 2. évad (2013)
Ennek alcíme is Az olvadás (The Thaw)??
- (S2, Ep1; Hunt or Be Hunted, 2013. október 29.)

A tél véget ért, új kihívásokkal és veszélyekkel szembesülnek az olvadás során. Andynek és Kate-nek meg kell védenie magát a téli álomból ébredező állatokkal szemben. Chip és Agnes vadászni indul.
- (S2, Ep2; The Meltdown, 2013. november 5.)

Az olvadó hó problémákat okoz Sue-nak, akinek rendbe kell hoznia a kifutópályát az érkező látogatók és a készletek számára. Hailstone-ék halászni indulnak, amitől azt remélik, hónapokra biztosítja az élelmüket.
- (S2, Ep3; The Mess of Success, 2013. november 12.)

Hiányzó vízszűrő és az élelemhiány miatt fennáll a veszélye, hogy Sue üzleti vállalkozását elveszti ezen a nyáron. Andy és Kate üvegházat építenek abban a reményben, hogy egész évben több élelmet biztosítanak majd nekik.
- (S2, Ep4; Hungry Country, 2013. november 19.)

A Glenn-nek halásznia kell az élelmiszerkészlete megteremtéséhez, de a szúnyogok miatt egyelőre nem jár sikerrel. Sue a távolban egy furcsa figurát vesz észre, de nem talál semmit, így inkább fekete aranyat keres.
- (S2, Ep5; No Time to Lose, 2013. november 26.)

Sue, amint a nyár közeledik, arra törekszik, hogy megtöltse a fagyasztóját. Karibuvadászatra indul. Energiatakarékosságból Andy hálóval halászik a halkerék helyett, de ez a módszer új kihívásokat és veszélyeket jelent.
- (S2, Ep6; Long Road Home, 2013. december 3.)

Glenn-nek elfogy az étele, és meg kell kezdenie a hosszú utat Fairbanks felé. Hailstone-ék Agnes családi táborába indulnak, hogy lazacot fogjanak a nyárra. Sue-nak foglalkoznia kell azzal is, hogy fogytán az üzemanyaga.

## 3. évad (2014)[1]
- 1. Vigyázz! Jön a tél (S3, Ep1; Winter's Warning, 2014.) (DIGI: 1. rész, 2013; PORT: II/1.)

Már csak hetekre van a tél beköszönte. De a hőmérséklet nem a szokásos módon alakul. A szokatlan meleg az állatok viselkedését is megváltoztatja. Sue Aikens a Kavik-menti tábor tulajdonosa. Bokaműtéte miatt három hónapig Fairbanksben volt kórházban, és igyekszik haza. Sue hat évvel korábban medvetámadás, egy grizzly áldozata volt. Most egy hatalmas hím medvét vesz üldözőbe, aki később veszélyt jelenthetne rá. Hailstone-ék még halásznak. Hálóval szeretnének némi marénát fogni. Erik egy szép karibut lő, miután előző nap csütörtököt mondott a puskája. Erik regisztrált túravezető. Iliamna – Wisemantől 874 km-re délre. Erik Salitan szezonjának vége. Kodiak-szigetre kirándul sátorozni és vadászni. Taj Shoemaker pilóta viszi Eriket a Kodiak-szigetre, Wisemantől 1000 km-re délre repülővel. Andyék is a felkészülés lázában. Beüzemeli a halászkereket. A kereket a folyó sodrása hajtja, és a kanalak emeli ki a halakat. Rengeteg keta lazac kell télire a kutyáknak. A látszólag horribilis mennyiség, amit kifognak (több mint 1500) télre lesz elég a kutyáknak. Már havazni kezd, mire Andy az összes halat felvágja és a tárolóba teszi. Erik egy szavast szeretne elejteni, és sikerrel is jár. Sue is elejti a táborhoz veszélyesen közel szokott medvét.
- 2. Halálos terepek (S3, Ep2; Deadly Grounds, 2014.) (DIGI: 2. rész, 2013; PORT: ?)

Erik a Kodiak-szigeten, 1000 km-re Wisemantől délre vadászik. Hegyi kecskét szeretne lőni, de Alaszkában ez egyike a legnehezebb. De a hegyikecske-vadászatot megzavarhatja egy barnamedve. Andy maga tölti a puskatöltényeket mert így 1,5 dollárból jön ki egy töltény. Sue-nak is kell lőnie valamit télire. Sikerül két karibut, két bikát elejtenie, amiből 50-60 kg hús lesz. Andy egy jávorszarvast, Erik egy hegyi kecskét lőtt.
- 3. Sötét idők jönnek (S3, Ep3; Dark Times Ahead, 2014.) (DIGI: 3. rész, 2013; PORT: ?)

Erik újfajta csapdákkal kísérletezik, de óvatlansága miatt az egyik megüti a kezét. Végül sikerül fognia egy sarki rókát. Andy hódot lő, de legnagyobb bosszúságára elmerül. Pecabottal tudja csak hatalmas szerencsével kifogni. Sue szintén a télre készül. Chip jávorszarvast lőtt. Carol, a lánya szív- és nyelvlevest szeretne.
- 4. Hív a vadon (S3, Ep4; Calling the Wild, 2014.) (DIGI: 4. rész, 2013; PORT: II/4. rész)

Hailstone-ék a folyón átkelő karibukra vadásznak. A hatból egyet Carol lőtt. Sue a téli tüzelőolajat várja. 15 ezer literre lenne szüksége. Az első szállítmány a nagy tárolóba megy. Aggódik, hogy a vihar előtt el tudják-e hozni a második szállítmányt, különben a télen gondok lehetnek. Andy egy másfél kilométeres ösvényt akar vágni a Yukon folyóig. Eleinte gyorsan halad, de aztán sok fát kell kivágnia. És a láncfűrész is befagy, ki kell olvasztania. Végül sikerül elérnie a folyót, bár egy kavicsos partszakaszt. De így is megnyílt az út Eagle felé. Frissiben ki is próbálja a szánjával az új utat. Erik elszalaszt egy 1500 dolláros farkasprémet. Kárpótlásul sikerült egy különösen szép vörös és egy sötétvörös rókát lőni.
- 5. Tűz és jég (S3, Ep5; Fire and Ice, 2014.) (DIGI: 5. rész, 2013; PORT: ?)

Andy és Kate szívügyének tekinti az alaszkai utánpótlás segítését. Cody Allen Oregonból, Beavertonból érkezett és lett Bassich-ék tanítványa. A kutyatartást és a kutyaszán használatának fortélyait szeretné eltanulni. De először azt kell megtanulnia, hogyan lehet túlélni a jeges tundrán. Sue új társa Ermine, a kedves öreg kiszolgált szánhúzó kutya. Sue átköltözött az étkező épületbe. De az a tábor szélén van, így kicsit veszélyesebb a többinél. Bemutatja a teljes arzenálját kezdve a forgópisztolyával és több puskájával. Sue kávézaccal és klórral teszi riasztóvá a szállása környékét a ragadozóknak. Erik hústartó fát készít. Négy méter magasban az állatok nem férnek hozzá. 500 kg-ot is el kell bírnia. Agnes fiával, Jonnal és lányával, Tinmiaq-kal Kotzebue-ban, a szomszéd faluba indul fókavadászatra, és sikerül is elejteniük egyet. Chip nem tarthat velük, mert a fókavadászat is csak az őslakosoknak engedélyezett.
- 6. Vékony jég (S3, Ep6; Thin Ice, 2014.) (DIGI: 6. rész, 2013; PORT: ?)

Novemberben szokatlan meleg van. Hailstone-ék lékhalászattal szeretnék kiegészíteni a jövedelmüket a Kobuk folyón, de a jég még mindig életveszélyes. Mikor eléggé megvastagszik, akkor derül ki, hogy a hálójuk összefagyott. Cody segít Bassich-éknak a kutyákat áttelepíteni a téli szállásra, és megkapja az első szánhúzóleckéjét is. Erik kihagy pár farkast. Túl távol vannak, pedig prémjük darabja 1500 dollárt is megér. Sue-nak levele érkezik. Bob Gill hozta repülőn. Bob elviszi Sue-t egy kis felderítő útra, merre vannak a vadállatok, elsősorban a jegesmedvék, akiket megzavart a szokatlan meleg. Sue-nak amellett, hogy járatnia kell a generátort a hűtőládákhoz, további problémákat is okoz a szokatlan meleg. Például hogy el kell égetnie a szemetet, hogy ne vonzza a táborba a ragadozókat. Erik végre leterít egy farkast.
- 7. ?? (S3, Ep7; Return to the Wild, 2014. május 29.) (DIGI: 7. rész, 2013; PORT: ?)

Agnes Hailstone hagyományos mellényt készít fókaprémből. Férje nem segíthet, ugyanis ez csak született inupiát őslakosok számára engedélyezett. De kislányaik, Carol és Qutan nagyon figyeli a bőr kikészítését és cérnakészítés fortélyát inakból. A mellényhez szomszédjuktól, Chucktól (Charles L. Criss) vásárolnak fóka alakú fókacsont gombokat. Glenn gyermekeinél volt látogatóban a városban, és most pár hónap után költözött vissza a kunyhójába. Andy és Kate tanítványa, Codynak arra ébred, hogy elfogyott a tűzifája. Andy tanácsára fűrészbakot készít a fa felaprításának megkönnyítéséhez. Sue-nak hólapátolás közben kiújult a rég elfelejtett lumbágója. Hagyományos gyógynövényteája nem volt elég hatásos, ezért kénytelen a városból gyógyszert rendelni, ami így akár 1000 dollárjába is kerülhet. Régi ismerőse, Bob Gill dobja le repülőről.
- 8. Nincs kegyelem/BBC Earth: Nincs kegyelem (S3, Ep8; No Mercy, 2014. június 5.) (DIGI: 8. rész, 2014;[2] PORT: ?)

Sue lezárja a tábort, és Deadhorse-ba tart, hogy átvegye a nyolcgörgős, Argo lánctalpas terepjáróját. A vadon törvényei szerint a házát nem zárja le, élelmet és tüzelőt hagy hátra az esetleges idevetődő rászorulónak egy levél kíséretében. A Prudhoe Bay Hotelben száll meg. Andy megmutatja a csapdázás mikéntjét Codynak. Nyusztcsapdákat fognak kihelyezni. A prémjéért akár 150 dollárt is adnak. Chip tűzifáért indul, de a láncfűrésze bedöglött, így kézi erővel kell fát vágnia, hogy megtakaríthassák a fűtőolaj árát. Glenn léket vág a tavon hogy onnan szerezze be a vízszükségletét iváshoz, és fürdéshez is. Codynak meggyűlik a baja a hótalpakkal a csapdák kihelyezésénél. Eleinte idegenkedett a csapdázás gondolatától, de már megbékélt vele. Sue-t Bob Gill viszi be a városba, Deadhorse-ba repülővel. Glenn -30 fokban kint fürdik.
- 9. ?? (S3, Ep9; Breaking Point, 2014. június 12.) (DIGI: 9. rész, 2013; PORT: ?)

Chip és Agnes a csapdaállítás fortélyait mutatják lányuknak, Carolnak. Sikerül fogniuk egy hiúzt. Inupiát hagyományok szerint Carol az első zsákmányát, a hiúz szépen kikészített prémjét el fogja ajándékozni. Carol a barátnőjét fogja meglepni vele. Sue két nap alatt ér végre haza az új lánctalpas terepjárójával. Cody elbúcsúzik Basichéktól, és repülővel indul haza számtalan tapasztalattal gazdagodva.
- 10. Kutatás és mentés (S3, Ep10; Search and Rescue, 2014. június 19.) (DIGI: 10. rész, 2013; PORT: ?)

Sue fájós háta miatt nem gyűjthet havat, ezért a folyóhoz megy vízért. Glenn rendbe teszi a kis, tárolásra használt tartalék kunyhóját, mert fel kell készülnie arra az eshetőségre is, hogyha a lakókunyhójával valami történik, esetleg leég. Chip a fiával, Jonnal készül vadászni. Néhány karibut szeretne lőni. De Jon nem érkezik meg Selawikból. A Hailstone családot aggasztja  a dolog. Chip délben elindul megkeresni őket, és találkoznak is. Jon motorosszánjának a hűtője bedöglött, így csak addig tud menni, amíg nem jelez a túlmelegedés. Az időjárás megnehezíti Sue munkájának befejezését. Andy és Kate új vezető kutyákat kiképzik. Glenn menedéket épít a medvék ellen. Andy az idősödő vezérkutya, Iceberg helyére próbál ki két kutyát, a fiatal Jacket és Topázt. Sue-nak tönkrement a kályhája. Ki kell cserélnie, mielőtt megérkezik a vihar.
- 11. Az üvöltés (S3, Ep11; The Howling, 2014. június 26.) (DIGI: 11. rész, 2013; PORT: ?)

Glenn farkasüvöltést hall. Arra veszi az irányt, de kiderül, jávorszarvast üldöznek, amire ebben az időszakban tilos Glenn-nek vadászni. Sue-nak a közelgő vihar előtt a nagy hidegben el kell takarítania a több méternyi összegyűlt, szél által összehordott havat, és le kell takarítania a hűtőkamrájára, tárolójára rakódott havat is. Az éjjel -56 fok volt. Már egy kissé el is deformálódott a ponyvákat tartó könnyű alumíniumváz. De ha összedől, hatalmas lenne a kár. A Bobcat hókotróval Andy több mint fél tonnányi építő és fűtőanyagot készül Eagle-ből hazaszállítani, de előtte utat kell készítenie a partra kifutott jégtáblán. Chip és Agnes ezúttal a gyerekek nélkül megy sátorozni és vadászni. Március és szeptember között félig nomádok, messze az otthonuktól sátorban laknak. Glenn szintén vadászik. Egy lucfenyőn három lucfajdot lát meg. Sikerül is mind a hármat elejteni.
- 12. A sötét tél vége (S3, Ep12; Dark Winter's End, 2014. július 3.) (DIGI: 12. rész, 2013; PORT: ?)

Sue néhány pisztrángot szeretne fogni a közeli tóban. De a motoros jégfúrója sehol nem talál vizet. Aggódik a ragadozók miatt kint az tundrán, de kiderül hogy csak rókák. Hazafelé lő két hófajdot, így mégse tér haza üres kézzel. Chip és Agnes célja, hogy még a nyár előtt pár karibut lőjön. Sikerül is Agnesnek kettőt leteríteni. Glenn vadászat közben ismét farkasnyomokat lát. Korábban egy karibut elejtő farkasfalka támadt rá. Hármat lelőtt közülük. De most nem aggódik. Andy a új házhoz vontat két nagy rönköt életveszélyes mutatványokkal.
- 13. ?? (S3, Ep13; Independent by Nature, 2014. november 2.) (DIGI: 13. rész, 2013; PORT:  II/13.)

Beköszönt a tavasz. Az olvadás legalább annyi problémát és aggodalmat okot, mint a tél közeledése. Sue táborát az elöntés veszélyezteti. Bassich-ék a jégzajlás elakadása és a Yukon kiöntésétől tartanak. Pár éve majdnem mindenüket elvesztették egy árvíz során.

## 4. évad (2014)
Alcím: Az olvadás (The Thaw)
- 1. Türelemjáték (S4, Ep1; The Waiting Game, 2014. november 11.) (DIGI: 14. rész, 2014; PORT:  II/14.)

Lassan jön az olvadás. Sue beveti a szivattyúit, hogy a hólé el ne öntse a tábort. A karibuk késnek, és fogytán az élelme. Egy hófajdra talál a leszállópálya melletti bokroknál, de megszökik előle. Erik és felesége, Martha Mae Salitan már nyolc éve ismerték egymást. Erik a vezetői idénye előtt szeretne egy medvét lőni. Sikerül is elejtenie egy szép hím grizzlyt. Andy és Kate kerítést épít a veteményesük köré. Kate háta némileg megsínyli a hajolgatást. Hailstone-ék tavasztól Kiwalikban élnek és vadásznak. Chip az idősebb lány segítségével tanítja a kisebbeket a vadlibavadászatra. Sue távolabb próbál szerencsét, és sikerül is lőnie pár hófajdot.
- 2. Ha itt a lehetőség (S4, Ep2; Opportunity Knocks, 2014. november 18.) (DIGI: 15. rész, 2014; PORT: ?)

A Hailstone lányok tovább vadásznak. Sue fóliasátorban termel zöldséget hidroponiás módszerrel. Elhívta segítségül egyik rokonát, Rick Rabuse-t. Andy kerekes szerelődarut készít magának. Kate egy medvét lát a haltárolónál. Glenn hosszabb, távoli vadászkörútra indul. Miután megtalálja a táborhelyet, szigonnyal indul halászni. Tinmiaq megsebesít egy karibut. Agnes veszi üldözőbe, de a sebesült állat a vékony jégre menekül. Ki kell várniuk, amíg a partra ér. Saslikot csinálnak vacsorára. Glenn feladja a szigonyos halászatot, és áttér a hálóra. Csuka, menyhal, süllő vagy maréna lenne az ideális fogás. Egy csukát sikerül fognia, amivel neki is megvan a vacsorája. Mivel kifáradt, ezért a főzés mellett dönt.
- 3. Szüret (S4, Ep3; The Harvest, 2014. november 25.) (DIGI: 16. rész, 2014; PORT: ?)

A nyár közeledtével Sue távolabbra, repülővel megy vadászni, és egy hidegháborús radarbuborékba fészkeli be magát, amit még nem bontottak le. Másnapig nem vadászhat, úgyhogy halat fog vacsorára. Tíz halat sikerül kifognia, köztük pisztrángot is. Hailstone-ék tojást szednek. Andy kihasználja az alkalmat a kutyák képzésére. Futtatást és a csónakhoz való hozzászoktatást tervezi. Glenn egy kis gőzkabint (szaunát) barkácsol magának. Egy vashordóból készít kályhát. Közben a tó túlpartján egy farkas egy karibut és a borját veszi üldözőbe, de nem jár sikerrel. Chip merítőhálót készít, de nem sikerül semmit se fogniuk, viszont 51 sirálytojást gyűjtenek be.
- 4. Tempózz, vagy elmerülsz (S4, Ep4; Sink or Swim, 2014. december 2.) (DIGI: 17. rész, 2014; PORT: ?)

Sue korábban nagy hibát követett el, amikor a szárazélelem-raktárát, konténerét messze a táboron kívül helyezte el. Most egy 70 éves, második világháborús lánctalpassal húzza vissza a táborba az éléskamráját. Glenn récét szeretne lőni. Sikerül is kettőt, de be kell mennie a jéghideg vízbe az egyikért. Vacsorára mindkettőt megfőzi, és némi frissen szedett bogyóval fogja megenni. Andy és Kate kályhát szeretne építeni, de a helyben található kövek nem alkalmasak erre. Ezért 50 km-re fel kell menniük a folyón kőért. Két kutyát is visznek magukkal a medvék miatt. A propeller feneket ér, és nagy darabok törnek le róla, de szerencsére sikerül gond nélkül hazatérniük fél tonnányi kővel. Hailstone-ék Kiwalikban a három kisebbik lányukkal hálóval fognak lazacot. A szél felkapta a motorcsónak orrát, és Chip majdnem felborult, mikor a hálót feszítette ki. De rengeteg halat fognak. Még ezüstlazacot is, ami igazi csemege. Feldolgozás után a halak a szárítóba kerülnek. A csónakjuk viszont ereszti a vizet. Alig bír ki ennyi utat is.
- 5. Ketyeg az óra (S4, Ep5; Ticking Clock, 2014. december 9.) (DIGI: 18. rész, 2014; PORT: ?)

A nyár felkészüléssel telik a hosszú és kegyetlen télre. Tilos a királylazac fogása, ezért Andy varsát készít. A varsázás 8-9 ezer éves módszer. De nem jár vele sikerrel. Sue idénye június közepétől szeptember közepéig tart. Vizet kellene vennie, de a folyó vize egyelőre zavaros, sáros. Az üzemanyagszállító gép se tud egyelőre leszállni. Glenn földkunyhóját megint feldúlták a medvék. Helyette vermet készít az élelemnek az állandóan fagyott alaszkai földben. Később bogyót gyűjt ügyes kis bogyófésűjével, és gombát is talál. De óvatosnak kell lennie. Alaszkában is vannak mérgező bogyók és mérges gombák is. Hailstone-ék kihasználják hogy a vedlés miatt a kacsák nem tudnak könnyen elmenekülni, és kacsára vadásznak. Sikerül is nagyobb mennyiséget elejteni, amivel lesz kacsahús télire is. Végre Sue üzemanyag-szállítmánya is megérkezik. Éppen időben egy arra járó helikopternek.
6. Az utolsó nekirugaszkodás (S4, Ep6; Last Minute Push, 2014. december 16.) (DIGI: 19. rész, 2014; PORT: ?)
A Hailstone család tojást keres és hálóval halászik. De előbb meg kell foltozni a hálót. Agnes mutatja Carolnak a halásztű (vetélő) használatát. A halat füstölve tartósítják. Andy és Kate az új házat fejezi be, mielőtt beköszönt a tél. De ez egy nagyon esős nyár. Emiatt nem tudja befejezni a ház külső csiszolását. Erik és Martha vadászni indul, de a motorcsónak propellere az alacsony vízállás miatt elakad. Martha töltényből próbál libahívót szerkeszteni, de nem sikerül valami jól. Egy kacsát sikerül lőniük. Leves lesz belőle. Sue generátora felmondja a szolgálatot. Így gyakorlatilag a tábor használhatatlan. Nincs kapcsolat a külvilággal, az érkező pilótákkal, nincs világítás, nem működnek a hűtőgépek, és nincs meleg víz sem. Úgy tűnik, a hűtővel van gond. A rács teljesen eltömődött az olajos kosztól, így nem jutott be a levegő. Remélhetően nem történt nagyobb baj. A hűtőrács kitisztítása után megkönnyebbülten látja, hogy kitűnően működik. Andy is sikeresen befejezte a ház csiszolását és lekezelését, festését, és az ablakokat is beilleszti a helyükre. Kate-tel bizakodóan nézhetnek a tél elé. Hailstone-ék az évben utoljára halásznak. Behúzzák a hálót az utolsó, bőséges fogással. Tisztítás és sózás után a zsákmány megy a füstölőbe.
- 7. Ha vége a nyárnak (S4, Ep7; End of Days, 2014. december 23.) (DIGI: 20. rész, 2014; PORT: ?)

A nyár gyorsan véget ért. Itt az ideje hogy Alaszka népe ismét felkészüljön a hosszú, sötét télre. Sue unokáját, Nathant tanítja karibura vadászni a repülő rovar, szúnyoginvázió közepette. De ez az állatokat is elriasztja. Mégis sikerül két szép karibut lőni. Glenn a tűzifa felhalmozásával kezdi a felkészülést. Hailstone-ék egyik táboruknál egy rejteket építenek, hogy ne kelljen mindig mindent hazacipelniük. Magas padlót készítenek, mert a folyó gyakran önt ki. Februártól augusztusig tartózkodnak itt, Kiwalikban. Utána költöznek vissza Noorvikba. Miután elkészül, a lebontott sátrat és a többi felszerelést már az új rejtekben helyezik el. Andy több év szemetét, hulladékát égeti el. Nagyon tartanak az erdőtűztől, ezért a rengeteg eső utáni az éppen alkalmas idő, de a biztonság kedvéért körben még fel is locsol.
- (Through the Darkness, 2014. április 10.)

Összeállítás az évad emlékezetes pillanataiból.
- (The Awakening, 2014. november 4.)

Az alaszkaiak felkészülnek a gyorsan közeledő nyárra.

## 5. évad (2015)
(A számozás a DIGI elektronikus műsorújságban az 5. résztől 10.-ig teljesen kaotikus.)
- 1. ??[3] (S5, Ep1; Ready or Not, 2015. április 9.) (DIGI: 1. rész, 2015; PORT: III/1.)

Az ősz a sarkvidéken a végső felkészülést jelenti a hosszú téli hónapok előtt. Eagle-ben Andy és Kate a halfogó kereküket teszik vízre a lazacvonulás idejére. Hailstone-ék a vadászzsákmányt darabolják fel télire. Chip egy szép kamrát épít a feleségének a házuk közelében. A házhoz beszerzett rönköket a folyón úsztatják hazáig. Andy kb. 200 halat fog egy nap alatt, aminek feldolgozása késő estig fog tartani. A legszebbeket maguknak teszik félre, de sok marad füstélés után majd eladásra és a kutyáknak is télire. Glenn megmutatja a jávorszarvas vadászat érdekes fortélyait, amivel a bikát lőtávolságba csalja. Sue is lő egy szép rénszarvast.
- 2. ??[3] (S5, Ep2; Armed for Winter, 2015. augusztus 16.) (DIGI: 2. rész, 2015; PORT: ?)

Chandalarban Glenn az előző részben elejtett jávorszarvast dolgozza fel. Sue 12 éve él Kavikban. Öt-hat éve érte a medvetámadás. Most ismét medvenyomokat lát alig 100 méterre a tábortól, amiben vendégek is laknak. Chipék is rénszarvasvadászatra indulnak. A folyón átkelő szarvasokat ejtik el. Andy halkerekével gondok adódnak. Először az egyik lapát merevítője törik el, majd az egyik hordó lyukad ki. Glenn a jó hét méter magas tárolórúdra húzza fel a húsokat.
- 3. ??[3] (S5, Ep3; Out of Control, 2015. április 23.) (DIGI: 3. rész, 2015; PORT: ?)

Ismét közelít a tél. Hailstone-ék lékhorgászattal próbálkoznak. Titktalikot szeretnének fogni. De a megroppanó jég hangja Agnesben felidézi a több mint húsz évvel korábbi szörnyű nap emlékét, amikor elveszítette édesanyját és kisöccsét. Végül sikerül két halat fogniuk vacsorára. Sue felkészíti a tábort a távollétére, és a Fairbanksbe utazik hogy kezeltesse fájós lábait. Elégeti a szemetet, hogy ne vonzza a táborba a ragadozókat. Dirk Nickisch pilóta jön érte. Glenn kunyhójának egyik sarka kissé megsüllyedt. Még a tél beállta előtt ki kell szinteznie, de egyedül nem egyszerű feladat megemelni a kunyhó sarkát. Andynek is fel kell töltenie a húskészletét. Rénszarvasra vadászik. A közeli tó környékén próbál szerencsét.
- 4. ~Az ismeretlen[3] (S5, Ep4; The Unknown, 2015. április 30.) (DIGI: 4. rész, 2015; PORT: ?)

Andynek már csak pár napra elegendő fája maradt, így fáért megy a kutyákkal, de visszafelé tönkremegy a szánja, ezért út közben kell lepakolnia. Sue Fairbanksből tér haza, de útba ejti évek óta nem látott kunyhóját, mert egy barátja említette, füstöt látott felszállni a kéményből, tehát valaki befészkelte magát. Sue a birtokháborító után néz. Chipék sok halat, nyolcvan marénát fogtak a jég alatt kifeszített hálóval. Lesz mit eladni, elcserélni. Chandalarben Glenn a Brooks hegységben farkasüvöltésre figyel fel. Vészesen fogynak a tartalékai. Rénszarvaspatából főz kocsonyát.
- 5. ~Jeges országúton[3] (S5, Ep5; Ice Highway, 2015. május 7.) (DIGI: 5. rész, 2013; PORT: ?)

Andy hat naponta megy vízért a Yukonra. Ebben az időszakban különösen veszélyes. Noorvikban Chip és felesége a teherszállító gépet várja, ami faanyagot, deszkákat hoz a szánépítéshez. Csip utánfutó teherszánt készít a hómobiljához. Glenn lékhorgászattal próbálja változatosabbá tenni az étrendjét. menyhalat (tiktalikot) szeretne fogni, de egyelőre nem fogott semmit, pedig napok óta kinn vannak a lékekben a zsinórjai. Sue néhány napos utókezelésen volt Fairbanksben, de visszafelé az időjárás miatt nem indulnak a repülők. Elhatározza, hogy kocsival teszi meg a hírhedetten veszélyes utat Prudobay??be, ahonnan remélhetőleg még indulnak gépek.
- 6. ~Leszáll a sötétség[3] (S5, Ep6; Darkness Falls, 2015. május 14.) (DIGI: 6. rész, 2014; PORT: ?)

Alaszka északi részén már -30, -40 fok hideg van. Andy felesége egy medvebocsra figyelt fel, amely a haltároló alá fészkelte be magát. Hailstone-ék egy új műhelyt építenek. Glenn-nél órákon belül beköszönt a száz napos sötétség. Viszont tűzifát kell hamarosan vágni, aprítani és a házához húzni a szánján. Sue a bokaműtétje után több mint két hét távollét után tért vissza a táborba. Már a repülőről észrevett néhány aggasztó nyomot és egy ólálkodó állatot. Hazatérve majdnem minden rendben van, de kiderül, hogy a generátorral valami gond van. Sue lő két hófajdot, de az egyiket elviszi a kedvenc rókája. Végül beköszönt az utolsó naplemente és a száznapos sötétség. Agnes némi tűzifát visz várandós gyerekkori barátnőjének, Ericának.
- 7. ~Egyedül a sötétségben[3] (S5, Ep7; Alone in the Dark, 2015. május 21.) (DIGI: 7. rész, 2014; PORT: ?)

Andy és Kate tíz év után szakítottak, így Andy egyedül néz szembe a téllel. Nagy gondot fordít az útvonalak karbantartásával. Bejárásával és kijelölésével. 400 méterenként helyezett el útjelző botokat. Így akkor is hazatalált, amikor a ködben a vezérkutyát se látta. Chip és lánya, Carol sátorrúdnak való fákért megy az új wigwamjukhoz. Baltával vágja ki és gallyazza le a fákat, mert a láncfűrész nem indulna be ilyen nagy hidegben. A sátorponyvát a lányok varrják varrógéppel. Így Agnes is tanul valamit, ő ugyanis eddig csak kézzel tudott varrni. Chip pedig egy új kályhát készít. Martha és Erik vadászni indul valamilyen ragadozó prémjéért. Martha Iliamnában született. Sue generátora bedöglött. Az alkatrészt meg kell rendelnie, és repülőgépen elhozatnia, így az apró alkatrész 1000 dollárba kerül. A hírek szerint a környéken veszettségjárvány ütötte fel a fejét. Andynek viszont új akkumulátorért kell bemennie Eagle-be.
- 8. ?? (S5, Ep8; Emergency Cache, 2015. május 28.) (DIGI: 8. rész, 2014; PORT: ?)

Andy új módszerével két pézsmapockot fogott. Nyúzás után vacsorát főz belőlük. Chip Tinmiaq-kal a vadász- és csapdázási útvonal végén, Independentnél hagynak tartalékot, üzemanyagot és egyebeket. Kavikban Sue-nak egy kábelt kell megigazítania. Nehéz dolog a létrán egyensúlyozni, különösen mivel már több súlyos balesete volt. Wisemanban Erik tűzifa gyűjtés közben felborul a hómobiljával. Szerencsére még idejében le tudott róla ugrani. Másnap megy érte feleségével. Az egyik talp sérült meg.
- 9. ??[3]/BBC Earth: Nincs könnyű út (S5, Ep9; No Easy Out, 2015. június 4.) (DIGI: 9. rész, 2014; PORT: II/9. rész)

Chip és Agnes a gyerekeket otthon hagyva 160 km-re, Kiwalikban vadásznak. De előbb fel kell állítaniuk a sátrat, fát és vizet kell szerezniük. Sue hótalpakat készít magának hogy körülnézhessen a tábor környékén a mély hóban. Andynél -45 fok van, és nap közben is csak -30-ra melegszik a vidék. Fáért kell mennie a kutyákkal. De hiába vitt két motorosfűrészt is, a nagy hidegben egyik se akar beindulni. Tüzet kell gyújtania és felmelegíteni őket, hogy beinduljanak. Később vízért megy folyóhoz. A lékfúró azonnal beindul és jól működik. Erikék a csapdákat ellenőrzik. Hiúzt, rozsomákot és nyestet szeretnének fogni. Egy ravasz nyest azonban sorra kiette a csapdákból a csalit. Csalódottak, de végül az utolsó csapdában egy hiúzt találnak.
- 10. Hajlás és törés (S5, Ep10; Bent and Broken, 2015. június 11.) (DIGI: 10. rész, 2014;[4] PORT: II/10. rész)

Agnes puskája eltört. Szomszédjuk, Jeff Goodschalk hoz egy tartalékot, amivel némi gyakorlás után lő is egy szép jávorszarvast. Erik füstölőt épít a hús füstöléséhez, hogy változatosabb legyen az étrendjük. Andy hurkokat készít farkascsapdázáshoz. A farkasokat sejti a vadállomány csökkenése mögött. Visszafelé kicsit aggódva kel át a Yukonon, mert a nagy hideg ellenére néhol vékony a jég. A második napon a farkasoknak kirakott hurkok érintetlenek, de két nyestcsapdában is fogás várja. Sue motoros szánt rendelt. A repülőgép számára meg kell tisztítania a 2 km-es leszállópályát. Hailstone-ék karibut szeretnének lőni. Végre megérkezik Sue motoros szánja is, és kiválóan működik. Dirk Nickisch pilóta, Sue régi kedves ismerőse szállította ki az árut.
- 11. Ütközés (S5, Ep11; The Crash, 2015. június 18.) (DIGI: 11. rész, 2015; PORT: III/11.)

Sue-nak elromlik a markológépe. Amíg az alkatrészek megjönnek, sátorozni megy. Glenn-nek sikerült öt karibut lőni, amit egyenként szállít a házába. A többit hóval fedte be, de félő, hogy egy vadállat rátalál. Felgyűlnek a hulladékok a háza mellett. Felpakolja és jó messzire viszi hogy az állatok, főleg a veszélyes ragadozók ne szokjanak oda. Hailstone-ék csapdával próbálnak rókát elejteni. Chip nagyon ravasz módon helyezi ki a csapdákat, de egy rozsomák úgy tűnik, még nála is ravaszabb volt, és kiette a húst anélkül, hogy a csapdák lecsapódtak volna. Erik feleségével karibuvadászata indul. Érdekes módon egy pézsmatulok mellett látnak meg három karibut. Közülük egyet-egyet sikerül leteríteniük. Agnes két hófajdot lőtt. Közben a nyomokból kiderül, hogy Erikék megsebesítették a harmadik karibut is. Súlyosan etikátlan és tilos is sebesült, szenvedő állatot hátrahagyni, így a keresésére indulnak. Erik rá is lő, de ezzel elfogyott a lőszerük. Így hagyományos módon, késsel kell megölnie az állatot. Este igazi ínyencséget, főtt karibunyelvet vacsoráznak. Sue vizet szeretne venni a folyóból, de balesetet szenved a hómobiljával. Ráhajt egy buckára, amiről kiderül, hogy nem hóbucka. A hómobil felborul, és Sue a vállára esik.
- 12. Következmények[5] (S5, Ep12; Aftermath, 2015. június 25.) (DIGI: 12. rész, 2015; PORT: III/12.)

Sue a balesete következményeit szeretne felmérni. Régi barátja, Bob Gill viszi el repülőjén Deadhorseba kivizsgálásra. Chip és Agnes befejezik vadászidényüket, de gondjuk támadt a hómobilokkal. Chipnek sikerül egy működőképest összehozni. Agnesnek pedig sikerül lőnie egy szép zsíros kaributehenet. A tavasz közeledtével Glenn-nek tartósítania kell a húskészletét. Ehhez hússzárító állványt kell építenie. Erik és Martha lékhorgászni mennek. Deadhorse-ban kiderül, hogy Sue kulcscsontja eltört. Fairbanksben kell folytatni a kivizsgálást, és esetleg a műtétet elvégezni.

## 6. évad (2015)
Alcím: Az olvadás (The Thaw)
(A számozás a DIGI elektronikus műsorújságjában folytatódik, de az évszám érthetetlen módon változik.)
- 1. A feltámadás[5] (S6, Ep1; The Resurrection, 2015. november 24.) (DIGI: 13. rész, 2015; PORT: III/13.)

Sue sérülése után négy hónappal tér vissza Kavikba. A táborban mindent rendben talál, de az összes, mintegy 18 ezer dollár összértékű élelem megromlott. Hailstone-ék Kiwalikban új helyszínen alakítják ki táborukat. Lőnek egy karibut, és maszuagyökeret gyűjtenek. Az eszkimó krumplinak is nevezett növény íze valóban hasonlít a krumplira. Nenanában Jessie Holmesnak közel negyven kutyáról kell gondoskodnia. Fiatal korában gyakran került bajba, míg elhatározásra jutott és Alaszkába költözött. Évente négy-öt versenyen indul. Halat kell fognia. De előbb meg javítania és vízre kell tennie a csónakját. Glenn 15 éve él Alaszkában. Vadászni indul. Kacsát szeretne lőni. Sikerül is két kacsát és egy récét.
- 2. ~Számvetés[6] (S6, Ep2; The Bottom Line, 2015. november 11.) (DIGI: 14. rész, 2014; PORT: ?)

Sue-nak be kell indítania a generátort. Hailstone-ék Kiwalikban vadásznak. Agnes a lányokkal tojást gyűjt. Chip tűzifáért megy, és hússzárítót akar építeni. Jessie Holmes pedig egy haltárolót. Glenn korában Fairbanksben találkozott egy idős emberrel, aki harminc éve Glann kunyhójától nem túl messze lakott. Glenn felkeresi az elhagyott tábort, hátha maradt valami használható felszerelés. A férfi ugyanis nem tudta, hogy végleg elhagyja a környéket. Sikerül is megtalálnia a romos kunyhót, és nagy mennyiségű lőszert talál egy-két fejsze és balta, fűrészkeret és rozsdás, de használható reszelő mellett.
- 3. ~Üresjárat[6] (S6, Ep3; Running on Empty, 2015. december 8.) (DIGI: 15. rész, 2014; PORT: ?)

Glenn a hegyekben egy kost szeretne lőni. Jessie Holmes a halkerekét igyekszik vízre tenni. Úgy tűnik, kicsit elkésett, mert a folyó vízszintje rohamosan apad, és idővel még nehezebb dolga lenne. Sue unokaöccsét, Jesse Moore-t hívja segítségül Kavikba. Gyógynövényekből készít teát magának. Először vizet kell szivattyúzniuk a folyóból. Hailstone-ék, Chip és Agnes fiukkal, Jonnal fókára vadásznak. Bár Chip csak a csónakot vezetheti, mert ő nem őslakos alaszkai. De csupán egy fókát látnak, amit Jon messziről nem talál el.
- 4. Vörös jelzés[5] (S6, Ep4; Red Flag, 2015. december 15.) (DIGI: 16. rész, 2015; PORT: VI/4. rész)

Halestone-ék az egész családdal messzire kirándulnak vadászni. Rádión viharriasztást kapnak. 60 km-es széllökésekre kell számítaniuk a következő napokon. Chip Jonnal tüzelőért megy és vadászni. A lányok közben a sátrakat és az élelmet rögzítik le. Jessie Holmes hálóval akar király lazacot fogni magának és keta lazacot a kutyák számára. Kavikban felgyülemlenek a problémák, és Sue nem képes megoldani őket a fájós derekával. Elhívta az unokaöccsét, Jesse-t segítségül. Glenn favágás után kenuval megy pecázni. Csukát szeretne, és sikerül is fognia egy szép nagy példányt. Glenn ősi módszerrel, egy íjas furdanccsal és száraz gombával gyújt tüzet a csuka sütéséhez. Jonnak csak egy récét sikerül lőnie vacsorára. Kavikban gond van az áramellátással, az egyik pilóta égett szagra panaszkodik. Sue kénytelen az egész konténerház sort leválasztani, mert éppen egy teherszállító repülőt várnak. Végre megérkezik a repülő az új hűtőkkel és élelemmel.
- 5. ??[8] (S6, Ep5; Predator Control, 2015. december 22.) (DIGI: 17. rész, 2015; PORT: ?)

Sue karibuvadászatra indul és sikerül is lőnie egyet. Hailstone-ék kerítőhálóval fognak lazacot. De Deeringbe kell menniük Doughoz a jó csónakért. A hatóságok a rénszarvas borjak védelmében engedélyezte néhány barna és fekete medve kilövését. Erik íjjal ejt el egy fekete medvét. Jessie-nek a lazacvándorlás közeledtével meg kell javítania a halkerekét.
- 6. Oszd meg és uralkodj[5] (S6, Ep6; Divide and Conquer, 2015. december 29.) (DIGI: 18. rész, 2015; PORT: III/18. rész)

Sue repülővel megy horgászni. Bottal két szép szájblingot fog. Agnes és a lányok bogyókat gyűjtenek a közeledő télre. Chip a szárítót bővíti ki a bőséges fogáshoz és kis tárolót (inuit: „sziglok”) építenek a lányokkal a bogyóknak, zöldségeknek és egyebeknek. Nenanában Jessie lő néhány mókust mert idegesítik a kutyákat, ráadásul megdézsmálták a kutyatápot is. Erik és Martha szintén horgászik. Jó pár szép nagy pért fognak. Azt próbálgatják, hová érdemes az ügyfeleket vinni horgászáshoz.
- (Beyond Survival, 2015. április 2.)

Az Élet a fagypont alatt 3. évad premierjéhez vezető epizódok.
- (Land of Extremes, 2015. november 17.)

Összeállítás az elmúlt szezon felvételei alapján, amely bemutatja az alaszkai környezetet és az azzal járó kihívásokat.
- 7. Fegyverhez igazodva (S6, Ep7; Under the Gun, 2016. január 5.) (DIGI: 19. rész, 2015;[9] PORT: ?)

Sue a városba, Fairbanksbe megy egyedi gyártású fegyvert vásárolni önvédelmi célból. Az előző évad végén történt balesete miatt nem tud a korábbi módon, jobb kézzel (és főleg vállal) lőni. Jesse, Sue unokaöccse őrzi a házat távollétében. Hailstone-ék lóromot szednek. Óvatosnak kell lenniük, mert pár éve mérgező növény is keveredett közé és megbetegedtek tőle. Míg Erik fizető vendégekkel horgászik, Martha egyedül indul vadászni az Iliamna-tó környékére. Kacsát szeretett volna lőni, de be kell érnie egy tucatnyi sirálytojással. Bukót lőhetett volna, de annak nem olyan jó az íze. Jessie Holmes háza javításra szorulna, de ő mégis kutyaházak készítésével foglalatoskodik.
- 8. Elveszve a vadonban/BBC Earth: Elveszve a vadonban (S6, Ep8; Lost in the Wild, 2016. január 12.) (DIGI: 20. rész, 2015;[10] PORT: ?)

Chip tornyot épít hogy jelezze a folyó torkolatát. A régi, kisebb jelzést tönkretette a víz, és nehéz megtalálni a folyót dagálykor vagy ha rosszak a látási viszonyok köd vagy akár havazás miatt. Jesse, Sue unokaöccse repülővel indul haza. Az idény végén Sue ajándékba kapott két szép darab friss húst. Füstölőt épít és felfüstöli őket. Végül nagykalapáccsal megy a motoros szánnak, amivel balesetet szenvedett. Erik és Martha horgászni indulnak, és lazacot szeretnének fogni. Sikerül is jó pár szép példányt fogniuk. Megtisztítva, becsomagolva küldik haza. Jessie a folyó mentén halad. A szereplők sorban értékelik az elmúlt év eseményeit.

## 7. évad (2016)
- 1. A határon (S7, Ep1; On the Edge, 2016. április 7.) (DIGI: 1. rész, 2016; PORT: ?)

Sue-t a vendégei figyelmeztetik, hogy medveürüléket láttak a tábortól nem messze. Sue utána jár a dolognak, és közben lő két hófajdot. Jessie Holmes jávorszarvast szeretne lőni. Nincs sok ideje, mert pár óra múlva kezdődik a vadászati tilalom. Egy aganccsal kaparja a fák törzsét, ami a kihívás hangja a bikák között, hátha sikerül egyet közel csalnia. Végül csak egy lucfajdot sikerül lőnie. Agnes egy földet örökölt édesanyja után (ő a nagymamától örökölte) Emonakrovban, de csak ekkorra rendeződött a hagyatéki eljárás. Agnes, Chip és Jon felkeresi a helyet, ahol az ősök éltek. Jon az egyik fiú, aki már saját családjával él. Hailstone-ék sokat táboroznak. Itt is egy tábort alakítanak ki. Glenn ismerőse, Myles Thomas pilóta segítségével hidroplánnal tér haza Fairbanksből Chandalarbe. Glenn régen Vermontban élt. Érkezése után fát kell gyűjtenie télre. Egy kidőlt fát aprít fel. Későbbre, amikor a hó belepi a kidőlt fákat, egy még álló kiszáradt fát néz ki magának biztonsági tartaléknak. Sue felkészíti táborát a következő télre. A tábortól messzire viszi a karibu maradékát, hogy ne vonzza a táborba a ragadozókat.
- 2. Büszkeség és erő/BBC Earth: Erő és büszkeség (S7, Ep2; Pride and Power, 2016. április 14.) (DIGI: 2. rész, 2016;[11] BBC Earth: 2013, PORT: IV/2, 2016.)

Sue generátora leáll. A javítással meg kell várnia amíg kihűl. Jessie is felkészíti a kutyákat a télre. A kutyaházak mellé könnyen körbeforgó lánctartót készít, hogy a kutyák kényelmesen szaladgálhassanak. Glenn jávorszarvast szeretne lőni. Végül a bikát mégsem lövi ki, mert túlságosan messzire merészkedett. Innen nem tudná hazaszállítani a húst. Végül lő egy nagy bikát. Fél évre elegendő húst biztosít a számára. Sötétedés után indul haza, hogy némi pihenés után a szánnal térjen vissza. Chip mozgatható sátorkeretet készít a táborba. Addig Agnes Tinmiaqkal a hálóval halászik. Megtelt hallal néhány láda. Este marénát vacsoráznak. Sue az üzemanyag szállításra várt. Végre megérkezik a 11 ezer literes szállítmány. Ez kicsivel kevesebb a szokásosnál, de Sue a betegsége miatt nem tudta nyereségessé tenni a telepet ebben az évben.
- 3. Szétesve/BBC Earth: Szétesés?? (S7, Ep3; Falling Apart, 2016. április 21.) (DIGI: 3. rész, 2016;[12] PORT: IV/3)

Hailstone-ék a folyón átkelő karibukra vadásznának, de nincs szerencséjük. Úgy tűnik, lekésték az állatok átkelését. Így nehezen néznek a téli hónapok elébe. Sue-nál is vége a szezonnak. Az utolsó vendégei távoztak. El kell végeznie a szükséges javításokat és sürgős munkákat a tábor körül. Jessie-nek a halkerekéből kell megszereznie a kutyák egész téli élelmét. Glenn az elejtett jávorszarvasért megy. Aggódik, nem találta-e meg valami állat, de szerencséjére érintetlen. A nehéz szán megtréfálja hazafelé, de szerencsére nem történik baleset. Meg kell oldania, hogy nagyobb legyen a szán súrlódása, mert még hét fordulót kell tennie a húsért.
- 4. Halálos nyomok (S7, Ep4; Deadly Tracks, 2016. április 28.) (DIGI: 4. rész, 2016;[13] PORT: ?)

Sue hazatér Kavikba a táborába. Távollétében nagy vihar volt, de nincs nyoma, hogy komoly kárt okozott volna. Viszont aggasztja egy nagy rozsomák nyomai és kedvenc rókájának a sebei. Jessie a kutyáival gyakorol. Meg kell tisztítania az ösvényeket az ágaktól és akadályoktól. Chip megmutatja Carolnak, hogyan kell nyúlcsapdát készíteni fűzfaágakból. Két nyulat sikerült is fogni. A harmadikat egy róka vitte el. Glenn libafüvet (hínárt) gyűjtene a jég alól, és csapdákat állít. Végül a dolgos nap végén a szabadban „zuhanyozik”.
- 5. Lerázva[14] (S7, Ep5; Breaking Through, 2016. május 5.) (DIGI: 5. rész, 2013; PORT: ?)

Glenn egy kúszósül nyomait találja a hóban. A nyomait követve meg is találja egy fa tetején. Mivel a nagy kaliberű puskája tönkretenné a zsákmányt, kivágja a vékony fát. Sikerül úgy megtisztítania, hogy nem áll bele az állat tüskéje. Chip egy tukot, jégfúrót készít. Egyfajta masszív fanyelű szigonyt. Ha a tuk nem üti át a folyó jegét, akkor az ember alatt se szakad be. Lékhorgászattal szeretnének tiktalik nevű menyhalat fogni. Sue a napelemekről és a tetőről tisztogatja a havat, amikor hófajd hangjára figyel fel. Rengeteg van, de a kedvenc házirókája beavatkozik és elriasztja őket. Jessie Holmes kutyaszánnal megy fáért.
- 6. A tél szellemei[15]/BBC Earth: Lerázva (S7, Ep6; Shakedown, 2016. május 12.) (DIGI: 6. rész, 2013; PORT: IV/6.)

Sue felkészül a hóviharra, és el kell végeznie a hómélységméréseket, amivel a meteorológiai szolgálatnak segít adatokkal. A veszély, hogy a porhó miatt a látótávolság erősen lecsökken, így könnyű eltévedni. A szél akár 180 km/h is lehet. De a fele is romboló lehet ilyen hidegben. Jessie Cantwellbe megy az első versenyre. Most nem erőlteti a győzelmet, hanem inkább a kutyákat szeretné hozzászoktatni a versenyzéshez. Agnes megmutatja Tinmiaqnak a farkasprém kabát (inupiát: parka) készítésének fortélyait. Chipnek gondja támad a hómobiljával. Glenn új vadászterületeket fedez fel és új táborhelyet keres. A kályhát az egy éve épített szaunából veszi kölcsön. Néhány hófajdot lő vacsorára. Mohából és szarvaszsírból készült mécsessel világít.
- 7. Áttörés[16]/BBC Earth: A tél szellemei (S7, Ep7; Ghosts of Winter, 2016. május 19.) (DIGI: 7. rész, 2014; PORT: ?)

Andy a hegyekbe indul vadászni. Karibut szeretne lőni, de a hóviharban meg kell pihennie. Míg Agnes az unokákra vigyáz, Chip Iriqtaq-kal (Idivel) szánt készít. A deszkákat gőzöléssel görbítik meg. Sue egy évvel ezelőtt súlyos balesetet szenvedett a hómobillal. Eltört a kulcscsontja, és négy hónapig lábadozott Fairbanksben. Így félve ül fel a motoros szánra, hogy körülnézzen a tábor környékén. Glenn fáért megy, mert már csak két hétre elegendő maradt. Négy kilométerre egy kidőlt, de a többin fennakadt fenyőfát nézett ki magának. Életveszélyes dolog, mert kiszámíthatatlan, merre fog elindulni. De Glenn szerencsésen megússza, és egy majd kétméteres darabbal indul haza. Tíz darabban tudja hazavinni gyalog, szánon húzva. Oda-vissza nyolc kilométer. Sue rozsomák nyomokat fedez fel. Kavik az eszkimók nyelvén egyébként éppen rozsomákot jelent. Glenn a nap fáradalmai után pihenésképpen kenyeret süt lisztből, sóból, élesztőből, és jóízűen megvacsorázik.
- 8. Határok nélkül (S7, Ep8; No Boundaries, 2016. május 26.) (DIGI: 8. rész, 2014; PORT: ?)

Glenn karibura vadászik. Útjába kerül egy termetes bika, de azoknak ebben az időszakban, a párzási időszakban rossz ízű a húsuk, úgyhogy inkább kivár. Végül sikerül egy fiatalabb példányt elejtenie, de így is nehéz volt hazáig vonszolnia a zsákmányt. Chip és Agnes hómobillal húzzák át az új, sátorponyva borítású kunyhó keretét Emonakrovba az Agnes édesanyjától örökölt földre. Az időjárás is közrejátszik abban, hogy nagyon könnyen a helyére, a még ősszel megépített alapra felhúzniuk a keretet. Andy házát a Yukon öleli körbe. Egy új ösvényt vág a folyó felé, hogy biztonságos jégen tudjon átkelni. Sue egy közeli „erdőbe” látogat, hogy balzsamos nyárfák rügyeiből készítsen gyógybalzsamot, gileádi balzsamot magának.
- 9. Csapdák és vadak (S7, Ep9; Trapped and Hunted, 2016. június 2.) (DIGI: 9. rész, 2016; PORT: ?)

Sue a leszállópályáján karibukra lesz figyelmes, de nem sikerül egyet se lőnie. Túl messze vannak. Viszont sikerül lőnie néhány hófajdot, amiből finom leves lesz. Egyet kedvenc rókája szerzi meg előle. Glenn egy kisebb karibut lőtt, ami két hétre elegendő húst ad számára. Egy nagyobb egy hónapig is elegendő lenne. A bőrét is kikészíti takarónak. Hailstone-ék két lányukkal meglátogatják a nagymama táborát és az új ponyvaborítású sátrat, házat. Chip út közben látott egy kaributetemet. Kihelyez oda néhány csapdát. Lékhorgászattal is próbálkoznak nem sok sikerrel. Üres kézzel térnek haza. Andy szintén csapdázással próbálkozik. Négy nyestet is talál a csapdákban, de ez ritka szerencse. Kikészítésük után sapkát varr magának belőlük, de a varrást még hosszú előkészítő és kikészítő munka előzi meg.
- 10. Téli vadászat (S7, Ep10; Winter Kill, 2016. június 9.) (DIGI: 10. rész, 2016; PORT: III/14.)

Sue a tábor közelében meglát néhány karibut, de túl távol vannak. Kiwalik, a sarkkörtől 60 km-re délre Hailstone-ék egyik táborhelye karibuvadászathoz és csapdázáshoz. Itt építették korábban az új rejteket. Sátorban laknak, és az új teherszánt használják ágyként. Glenn is karibukra figyel fel a tó jegén. Megkerüli a tavat, hogy észrevétlenül kerülhessen közelebb. Közben látja riválisai, a fakasok nyomait is. Végül mégsem lő, mert nem derül ki, melyik tehéné a borjú. Andynek elfogy a fája. A kutyákkal indul tüzelőért. De kétszer is leesik a szánról, és a szán tönkrement. Le kell pakolnia út közben, és csak pár órára való mennyiséggel tér haza. Sue végül sikerrel jár, és sikerül lőnie egy szép karibut, amivel egész télre meg van az élelme.
- (S7, Ep11; Sue Aikens, 2016. június 9.)

Visszatekintés Sue Aikens életére a sorozatban.
- 12. Töltekezés (S7, Ep12; Loaded, 2016. június 9.) (DIGI: 11. rész, 2016;[17] PORT: ?)

Sue nagy elhatározásra jut: kis Bobcatje mellé beszerez egy nagy buldózert is. De hazafelé elakad a Deadhorse-ból Kavik felé vezető úton. Glenn kiköltözött a táborába, ahol már korábban egy sátrat is felállított, hogy nagyobb területen vadászhasson. De a szokatlan terhelés miatt megfájdult a bal lába a hótalpak használatától. Andy megnyúzza a csapdával fogott hiúzt, de a húsa is remek ízű. Chipnek büntetése miatt tilos töltényes puskát használni. Van ugyan két fekete lőporos puskája, de valami gond van velük. Pedig engedélyük van egy pézsmatulok kilövésére. Jerry Motónak, a falu vénjének a segítségét veszi igénybe Deeringben. Végül Chip lő is egy szép nagy pézsmatulkot. Hússal fizetnek Jerrynek a segítségért, amiből ők is megebédelnek nála.
- (S7, Ep13; The Hailstones, 2016. június 16.)

Visszatekintés a Hailstone család életére.
- 14. Nincs kibúvó/BBC Earth: Nincs rövidebb út (S7, Ep14; No Shortcuts, 2016. június 16.) (DIGI: 12. rész, 2014; PORT: ?)

Sue kénytelen segítséget igénybe venni a buldózer hazaszállításához, ő maga hómobilra száll át, és otthon várja a konvoj érkezését. Glenn ismét a hegyekben vadászik. Hóbarlangot épít, és éjszakára is a hegyen marad. A hóbarlang életveszélyesnek tűnik. Ha beomlik, olyan, mint ha lavina temette volna maga alá. Andy megjavítja a szélturbináját. Agnes és Chip haza indulnak Noorvikba. De a sok pézsmatulok húson kívül Agnes besült motorú hómobilját is vontatniuk kell, ami így már eléggé veszélyes. A hómobil út közben fel is borul, és még jobban megsérül, de végül sikerül baj nélkül hazatérniük. Együtt vacsoráznak a gyerekekkel a friss zsákmányból.
- (S7, Ep15; Glenn Villeneuve, 2016. június 23.)

Glenn Villeneuve a sarkkörtől 104 km-re északra, a Brooks-hegységben lakik. A modern világ szinte minden kényelmét feladta, hogy szabadon élhessen vadonban.

## 8. évad (2016)
Alcím: Az olvadás (The Thaw)
- 1. Konfliktusok (S8, Ep1; The Confrontation, 2016. október 18.) (DIGI: 13. rész, 2016; PORT: ?)

Sue a tábor körül feltűnt rozsomákra vadászik. Először úgy tűnik, csak az egyik rókája volt, de aztán mégis szembetalálkozik vele és sikerül is kilőnie. Kavik egyébként az őslakosok nyelvén éppen rozsomákot jelent. Chip csak fekete lőporos régi puskával vadászhat. Golyókat készít és folytatja a vadászatot. Glenn repülővel tér vissza Fairbanksből, de egy hosszú, 60 km-es utat kell megtennie gyalog a chandaleri táboráig. Andy hódfogáshoz helyez ki csapdákat. De mielőtt többet is elhelyezne, a kutyák váratlanul megindulnak és tönkreteszik a szánt.
- 2. Éles szemmel (S8, Ep2; Blindsided, 2016. október 25.) (DIGI: 14. rész, 2014; PORT: ?)

Chip legidősebb fiával, Douggal és Iriqtaq barátjával, Edward Kellyvel lúdra vadászik. Velük van Agnes és Tinmiaq is. A Tinmiaq név jelentése egyébként éppen a Lúd. Andy felkészül a Yukon esetleges áradására. 2009-ben negyedóra alatt öntötte el otthonát a víz. A házát, gépeit és egyik kutyáját vesztette el. Sue tőzegmohát gyűjt a közelben, majd a fóliasátrában palántázik. Kiderül, hogy kedves öreg kutyája, Ermine időközben elpusztult. Glenn a városból költözik vissza. Szánkózva ér haza a hegyekből, ahol a gép kitette, de kunyhója közelében aggasztó grizzly-nyomokat fedezett fel. Hazaérve megkönnyebbülve látja, hogy minden rendben.
- 3. A folyó hatalma (S8, Ep3; River of Rage, 2016. november 1.) (DIGI: 15. rész, 2016; PORT: ?)

Jégzajlás a Yukon folyón Andynél Eagle-ben. A jég elzárhatja a víz útját. A folyó így kiönt és elárasztja a házat, vagy hatalmas jégtáblákat tolhat a partra, ami a puszta tömegével pusztítja el a házat és egyéb értékeket. Bekövetkezik, amitől Andy tartott: a jégfolyam hirtelen megáll, ami azt jelzi, hogy valahol összetorlódott jégfal elzárta az útját. De végül újraindul, és Andy lassan megkönnyebbülhet. Glenn borókabogyót szed. Régi ismerőseit, a fehérfejű saspár is a helyén találja. Horgászni megy egy kicsit távolabbi patakhoz, és fog is pár szép pért és még egy fütyülő récét is sikerül lőnie. Chip és Agnes Kiwalikban karibura vadászik. Sue-nak lassan kezdődik az idénye. Üzemanyagszállító gépet vár, de előbb rendbe kell hoznia a vizes leszállópályát. Mint évek óta rendszeresen, tavasszal ismét kiköltözik a tágas téli épületéből és visszaalakítja étkezővé. A víz eléri Andy haltárolóját. Kétezer hal van veszélyben, ami a kutyák tápláléka lenne egész nyáron. Hirtelen ötlettől vezérelve a buldózerrel sikerül feljebb húznia a tárolót anélkül, hogy darabjaira törne. Chip és Agnes lőtt pár karibut, de hazafelé elakadnak a jégen. Chip alatt beszakad a jég, és vizes lesz, ami eléggé veszélyes még ilyenkor is. De szerencsésen megússzák a dolgot, és a zsákmány valamint a gépek se szenvednek kárt. Andy a veszély elmúltát Yukon-jéggel, rummal és kókuszlével turmixolt „yukokoládával” ünnepli.
- 4. A felszínen maradni (S8, Ep4; Head Above Water, 2016. november 15.) (DIGI: 16. rész, 2016; PORT: ?)

Sue-nak rendbe kellene hoznia a leszállópályát az üzemanyagszállító gép számára, de a buldózerének valami baja van. Szerelőt kell hívatnia. Jordan elhozta a gépészét. Andy egy kajakot épít, hogy messzebb mehessen vadászni a folyón és a folyóhoz közeli tavakhoz. Hailstone-ék a víz elől áttelepítik a táborukat és karibura vadásznak. Készítettek egy remek szárítóállványt is. Glenn a jéghideg folyón kel át a régi, három éve az erdőben hagyott kenujáért, hogy kiterjeszthesse  a vadászterületét. Végre Sue 30 ezer liter üzemanyaga is megérkezik.
- 5. Az árapály ellenében (S8, Ep5; Against the Tide, 2016. november 22.) (DIGI: 17. rész, 2016; PORT: ?)

Glenn a kenunak köszönhetően sokkal nagyobb területet járhat be. Lő egy hócipős nyulat, később egy récét. Sue ügyességét próbára teszi egy üzemanyagtartály felhelyezése a bakra. A rövid nyár alatt kell felhalmozni elegendő élelmet a hosszú télre. Karibut, jávorszarvast, halakat. Andy Bassich kerítőhálóval király és ketalazacot szeretne fogni. Szerencséje van. A finomabb királylazacból is sokat fog és felfüstöli a fogást. A ketalazaccal a kutyákat etetik. Glenn téli kunyhót épít, Hailstone-ék pedig heringet fognak hálóval télire.
- 6. Dolgos hétköznapok (S8, Ep6; The Slow Grind, 2016. november 29.) (DIGI: 18. rész, 2016; PORT: ?)

Hailstone-ék Kiwalikban a gyerekekkel a közeli szigeteken vízimadár-, sirály- és lúdtojásokat gyűjtenek. Andy a Yukon mellé tervezett házépítéshez jurtát épít szerszámtárolás és műhely céljára Nikolai Beckmann-nal, aki Münchenből jött nyaralni. Sue nyolckerekű terepjárójával megy horgászni, de csak nagy nehezen sikerül fognia egy kis pért. Glenn a hegyekbe indul a kőből épített szélfogója, vadászlese rendbe hozatalához. Előtte egy kislábasnyi áfonyát gyűjt, de mindenek előtt tiszta vizet kell találnia.
- 7. Éjféli nap (S8, Ep7; Midnight Sun, 2016. december 6.) (DIGI: 19. rész, 2016; PORT: ?)

Sue az üzemanyag-töltőállomást fejleszti. A két üzemanyagtartályát akarja szivattyúval felszerelni. Az egyik az ólommentes, a másik a kerozinos tartály. A kábelnek kiássa az árkot, de a szereléshez szakembereket kell hívnia. Glenn kenuval indul a tóra, hogy begyakorolja, mi a teendő, ha felborul vele. Rá kell döbbennie, hogy nem tudná kimerni a vizet a kenuból. Utána tőzegmoháért megy a „hűtője” , a földbe ásott fémhordó tetejére a régi kiszáradt helyett. Andy lőne egy fekete medvét, de végül meg kell elégednie néhány doboznyi áfonyával. Chip és idősebbik fia, Doug egy-egy karibut lőtt. Doug negyven kilométernyire lakik Kiwaliktól. Vacsorára főtt karibuszív és -nyelv lett.
- 8. Magasabb szinten (S8, Ep8; Higher Ground, 2016. december 13.) (DIGI: 20. rész, 2016; PORT: ?)

Nyáron elviselhetetlenek a rovarok. A hegyekben viselhetők csak el. Glenn tizenhat éves álmát készül megvalósítani: megmászni a közeli, alig 30 km-re lévő 2100 méteres csúcsot. A nyáron is jéghideg folyón kell átúsznia nehéz hátizsákkal a hátán. Sue 14 éve él itt, 800 km-re a legközelebbi bolttól. Két kisrepülő és egy helikopter érkezik üzemanyagért. Lő egy karibut. Agnesnek és Jonnak nem sikerült fókát elejtenie, de a közelben lakó idősebbik fiú, Doug három fókával segíti ki szüleit. Agnes feldolgozza a fókákat, és még a bőrük kikészítésére is van gondja. Andynek meg kell szerelnie a traktorját. Komposztot készít, és a termést szüreteli az üvegházában. A termésből konzerveket készít, és közben elgondolkodik az elmúlt idők eseményein. A többi szereplő is sorra feleleveníti az év addigi eseményeit, mintegy bevezetve a következő visszatekintő epizódokat.
- (Codes of Survival, 2016. március 31.)

Összeállítás az Élet a fagypont alatt sorozat elmúlt évadainak epizódjai alapján, különös tekintettel a különféle alaszkai fortélyokra, amelyek lehetővé teszik, hogy életben maradjanak a zord környezetben.
- (Tools of the Trade, 2016. október 11.)

Egy összeállítás, amely visszatekint arra, ahogyan a sorozat szereplői különféle fortélyokat használtak fel az Északi sarkvidék körülményeinek túlélésére.
- (Andy Bassich, 2016. december 20.)

Visszatekintés Andy Bassich életére a sorozatban.
- (Renegades of the Arctic, 2016. december 27.)

Visszatekintés Jessie Holmes, Erik és Martha Salitan életére a sorozatban.

## 9. évad (2017)
(A DIGI műsorújságban itt is kaotikusan változik az év.)
- 1. Ismeretlen terep (S9, Ep1; Unfamiliar Territory, 2017. július 13.) (DIGI: 1. rész, 2017; PORT: ?)

Sue-nak megérkezett az üzemanyaga, és megkapta a vadászati engedélyt a természetvédelmi területre. Repülővel érkezik a Sarkvidéki Nemzeti Vadrezervátumba Kaviktól 110 kilométerre délre. Chipnek két rendbeli hamis tanúzásért 15 hónapot kell börtönben tölteni, Agnes így egyedül maradt a lányokkal. Jessie Holmesnak 47 kutyáról kell gondoskodnia. A halkereke tönkrement, de a kölcsönkapott „halkombájn” szerencsére rengeteg halat biztosít. Agnesnek és lányainak sikerül három szép karibut lőni. Glenn kivág egy veszélyes fát a kunyhója közelében, de fennakad egy másik fán. Sokat kell ügyeskednie és fáradoznia, mire sikerül ledöntenie.
- 2. A vadon szava (S9, Ep2; Howl of the Wild, 2017. július 20.) (DIGI: 2. rész, 2017; PORT: ?)

Glenn jávorszarvasbikára vadászik. Csaknem egész télre megoldaná a húsigényét egy nagy bika. Bevált módszerrel a bika hangját utánozva csalja közelebb a vetélytársat. Sikerrel is jár. Agnes és a lányok, Tinmiaq és Qutan hálóval akarnak lazacot fogni a Noorvikhoz közeli Kookoochiaq-ban, ahol egy kis házuk is van. Jessie új mozgatható fűrészmalmát állítja be. Jessie az ügyes géppel főleg deszkát akar faházépítéshez. Sue a Sarkvidéki Nemzeti Vadrezervátumban ébred a sátrában. Farkasokat fedez fel a közelben.
- 3. Az utolsó percben (S9, Ep3; The 11th Hour, 2017. július 27.) (DIGI: 3. rész, 2017; PORT: ?)

Andy a közeli tóban lakó pézsmapockokat szeretné csapdával megfogni. Jessie a cantwelli szánversenyre készül. Glenn a korábban felfedezett tóban élő hódokat szeretné elejteni. Sue a vadrezervátumban vadjuhokra vadászik.
- 4. Fény az éjszakában (S9, Ep4; Burn the Midnight Oil, 2017. augusztus 3.) (DIGI: 4. rész, 2015; PORT: ?)

Andy jégvitorlást épít, amit a közeli tó jegén akar használni. Kavik kiemelt repülőtér lett. Suenak így biztosítania kell a leszállópályát egész évben éjjel-nappal. Glenn karibuvadászatra indul, de előbb be kell állítania a puskája irányzékát. Aztán a közeli dombtetőről néz szét. Besötétedik, mire visszaér a domb aljára. Másnap egy jávorszarvast sikerül lőnie. Jessie pár napos vadászatra indul a kutyáival, de végül már egy hófajddal is beérné.
- 5. Sarkvidéki szuperhold (S9, Ep5; Arctic Super Moon, 2017. augusztus 10.) (DIGI: 5. rész, 2015; PORT: ?)

Az Élet a fagypont alatt: Az olvadás téves évadcím. (Az olvadás alcím a tavaszi epizódoknál szerepel.)
Sue-nak fogytán a vize. A hó vagy jég olvasztása nem gazdaságos. De még nagyobb gondban van, mert hó is alig van. Ráadásul elakad a terepjárójával. Glenn szintén vízért megy a lékhez a mínusz negyven fokos hidegben. Vág egy szép jégtömböt a vermébe is. Az éjjel szuperhold lesz. Telihold földközelben. Jessie új szánt épít tartaléknak és teherszállításhoz egy régi, már rozoga szán felhasználásával. Andy csapdákat helyez ki, és a vadonban táborozik három kutyájával. Nyestet szeretett volna fogni, de csupa mókus van a csapdákban.
- 6. A tél szorításában (S9, Ep6; Winter's Grip, 2017. augusztus 17.) (DIGI: 6. rész, 2015;[18] PORT: ?)

Andy kutyáival a Yukon jégét próbálgatja, hogy elég biztonságos-e már. Glenn csalódottan veszi tudomásul, hogy egy rozsomák hozzáfért a hústárolójához. Kideríti, hogy a szomszédos oszlopra mászott fel és onnan ugrott át a tárolóra. Szerencsére csak csalinak szánt hús volt fenn, de Glenn-nek tennie kell valamit. Jessie Mintóba utazik barátjához, Lloydhoz, hogy hazahozza a versenyen lesérült kutyáját, Komancsot, akit a gondjaira bízott. Sue újrahasznosított anyagokból épít magának szaunát. Szemlátomást jól sikerült.
- 7. Menedék a vihar elől (S9, Ep7; Shelter from the Storm, 2017. augusztus 24.) (DIGI: 7. rész, 2017; PORT: ?)

Glenn a hegyen iglut épít. Jessie havat olvaszt de az nem gazdaságos vízszerzés megoldás. A folyóra megy vízért és lékhorgászni. Három jókora menyhalat sikerült fognia. Andy új akkumulátorrendszert állít fel a Calico Bluffnál. A régiek tönkrementek, és azóta a generátort kellett működtetnie. Agnes és Qutan először kényszerül fát vágni, mióta Chip nincs velük, de az előzetes idegeskedés ellenére nagyszerűen ment a fák kidöntése. Készülniük kell a család legkisebb tagjának az érkezésére, Idi (Iriqtaq) és férje (Edward Kelly) ugyanis pár hónapos kisbabájukkal jön vacsorára.
- 8. A nehéz kezdet (S9, Ep8; False Start, 2017. augusztus 31.) (DIGI: 8. rész, 2017; PORT: ?)

Agnes és Ting Kiwalikból hozná el a sátrakat rendbe hozni, de egy kilométerre lerobban a motorosszánjuk. Még jó, hogy nem 100 vagy 200 kilométerre. Andy megkezdi a kölyökkutyákat a csapathoz szoktatni. Glenn a siklóernyőzést gyakorolja. Jó sok éve először hagyta el Alaszkát, hogy részt vegyen a tanfolyamon. Azt várja, hogy könnyebben eljuthat a vadászhelyekre, mint gyalogszerrel. Jessie a hóeltakarítással foglalkozik a tanyája körül.
- Seasons of Change, 2017. július 6.)

Egy összeállítás, amely visszatekint arra, ahogyan az Élet a fagypont alatt szereplői alkalmazkodtak az Északi sarkvidék változó évszakaihoz a túlélés érdekében.

## 10. évad (2018)
Alcím: Az olvadás (The Thaw)
- 1. Hazatérés (S10, Ep1; Homecoming, 2018. január 1.) (DIGI: 9. rész, 2018; PORT: ?)

Agnes a lányokkal vadludat szeretnének lőni Chip hazaérkezésére ünnepi vacsorának. Chip tíz hónap után tér haza. Andy Marylandből érkezett Alaszkából, és Whitehorse-ból költözött ide, Eagle-be, pontosabban Calico Bluffba 1980-ban. Felkészül a Yukon folyó jégzajlására. 2009-ben mindenüket tönkretette. Jessie Alabamából jött Alaszkába. Most kajakkal indul felfedező útra, és pézsmapockot szeretne lőni. Sikerrel is jár. Glenn récét szeretne lőni, és kettőt sikerül is, de mezítláb kell bemennie értük a tóba. Végül a család kimegy Chip elé, aki repülőgéppel érkezik haza tíz hónap után.
- 2. Új terület (S10, Ep2; New Territory, 2018. január 4.) (DIGI: 10. rész, 2018; PORT: ?)

Chip és Agnes prémvadászatra indulnak a lányokkal, Maryvel, Carollal és Qutannal. A lányok több tucatnyi pézsmapockot lőnek. A prémen kívül belőlük készül a vacsora. Andy szerint a klímaváltozás miatt késik minden. Kacsavadászatra indul a közeli tóhoz. Jessie új, biztosabb és szárazabb helyre telepíti kutyáit. Barátját hívta segíteni a sóder szétterítéséhez. Glenn a Thru-Creek-hágóhoz indul kenujával, de a jég nem mindenhol olvadt el, így idő előtt ki kell szállnia és gyalog folytatni az utat.
- 3. Szembenézni a félelmeinkkel (S10, Ep3; Facing Fears, 2018. január 11.) (DIGI: 11. rész, 2018; PORT: ?)

Andy a melegházához készít deszkákat. Gyorsan felépül a kerete, csak a tető bizonyul különösen kimerítő munkának. Glenn a házától messzebb táborozik. Horgászik és néhány veszélyes állat, grizzly nyomára figyel fel. Pénzespért sikerül fognia. Jessie új füstölőt épít halfüstöléshez, a régi ugyanis nem vált be. Túl kicsi volt, és ezért átforrósodott. Ráadásul messze volt, pedig füstölés közben gyakran kell ellenőrizni. Chip kacsára vadászik. Szemöldökös récét akar lőni, de bírósági ítélete miatt legfeljebb csak ősrégi fekete lőporos duplacsövű puskáját használhatja. Ráadásul a lőszere sem megbízható. De végül rájön a nyitjára és jópár kacsát lő vacsorára.
- 4. Fejedelmi fogás (S10, Ep4; To Catch a King, 2018. január 18.) (DIGI: 12. rész, 2017; PORT: ?)

Andy púposlazacot fogna hálóval egy nem is régi földcsuszamlás közelében ahol beszűkült a Yukon. Nagy nehezen fog egy jókora lazacot. Hailstone-ék is horgásznak egyik táborukban. Agnes szüleinek, nagyszüleinek Cucuchiac közelében volt egy földje. Agnes 17 éves korában épített itt egy kis kunyhót. De a télen megrongálódott a kéményt, úgyhogy előbb azt kell rendbe hozni. Carolnak kell segítenie mert a ház teteje eléggé vékonyka. De végül Agnesnek is segítenie kell az új kéménycső rögzítésében. De horgászni, csukát fogni a másik táborhoz mennek, „Nuluk”-ba (jelentése inuit nyelven: aludni). Agnes itt nőtt fel. Egymás után fogják a csukákat. Jessie tutajt épít tűzifa hazaszállításához. A tutajhoz először rönköket gyűjt. Glenn is hálóval halászik Brooks Range-ben. Egy öreg barátja, Jack mesélt arról, hogy egykori táboruk közelében, Thru-Creekben kőbaltával kivágott fák tönkjeit találták. (A kőkorszak itt alig több mint 100 éve vagy néhány évtizede fejeződött be.) Glenn ennek jár utána, és talál is néhány, érdekes alakú rönköt, ami arról árulkodik, hogy nem ma használatos fejszével, baltával, hanem ezekére merőleges élű szerszámmal (szalu kapával) dolgoztak rajta.
- 5. A betolakodó (S10, Ep5; The Intruder, 2018. január 25.) (DIGI: 13. rész, 2018; PORT: ?)

Andy egy emelő állványt épít, hogy a jurtába tudjon emelni egy nehéz kályhát, de később más feladatokra is felhasználhatná. A földcsuszamlásnál látott olyan kifordult fatörzseket, amik pont megfelelnének a célnak. Agnes Carollal és Tinmiaq-kal vadászni indulnak a tengerre, de egy árva madarat se látnak, nemhogy fókát vagy karibut. Végül meg kell elégedniük némi bogyóval. Jessie a Medve-hegyen táborozik és vadászik. Luccfajdot is szeretne lőni. Sikerül is négyet. De hazatérve azt látja, hogy éppen elriasztott egy garázda – feltehetően fiatal – medvét, amely alaposan tönkretette a hálóhelyét. Glenn gumikajakon tér haza a Thru-Creek Passtól.
- 6. Súlyos rakomány (S10, Ep6; Heavy Load, 2018. február 1.) (DIGI: 14. rész, 2018; PORT: ?)

Sue 10 év óta nem fogadott ilyen nagy gépet, mint most. Egy DC-10-est. 17 tonna építési anyagot, sátrakat és egyebeket rendelt. De a kis Bobcat nem bírja az első, több mint 700 kilogrammos csomagot és orra bukik. Szerencsére nem sérül meg senki. Andy komposztálót készít a melegháza földjének a javításához. Jessie hálóval várja a királylazacok vonulását. Már első nap rengeteg és jó nagy királylazacot fogott. Glenn triatlont szervez magának Chandalarben. A futás után átúszik a tavának a távoli kis szigetéig a jéghideg vízben. El is jut a szigetig, de saját bevallása szerint nem tudna visszaúszni. Szerencsére a zsákjában magával vitte a felfújható kajakot. Még egy siklóernyőzést tervez aznapra a közeli hegyről. Sue antennát cserél. Barátnőjét, Joant hívta segítségül, hogy tartson ellent az antenna póznájánál, de a mutatvány így is életveszélyesnek tűnik. Mégis megússzák baj nélkül, és a rádió is remekül működik.
- 7. Az özvegycsináló (S10, Ep7; The Widowmaker, 2018. február 8.) (DIGI: 15. rész, 2018; PORT: V/15.)

Andy a tizenöt éves, eléggé elhasználódott halkerekét ("halkombájn”) építi újjá. Csak pár napja van rá, ha nem akarja lekésni a lazacok vonulását. Sue egy sátrat szeretne kialakítani a terepjáróján, hogy kényelmesen mehessen vadászni és táborozni. Jessie chaga fagombát gyűjt. Mászóvasak segítségével kapaszkodik magasabbra a fák törzsén és arra is ügyel, hogy hagyjon a fákon is elegendő mennyiséget. A gyógygombát megszárítja, és alkalmanként forróvízbe áztatva készít teát belőle. Kiváló antioxidáns. Később a tornácához, előtetőjéhez vág fát és meg is építi. Favágásnál megmutatja, hogy törhet le a fák csúcsa és okozhat súlyos sérülést, lehet özvegycsináló. Glenn vadjuhra vadászik tíz kilométerre a hegy tetején. Veszélyes találkozása volt egy jókora medvével, de hangos beszéddel sikerült jobb belátásra bírni az állatot így nem kellett lelőnie. Viszont egyetlen megfelelő korú, nyolc évnél öregebb kost sem látott, aminek a kilövése engedélyezett. Így üres kézzel tér haza. Sue különféle értékes házi terméket főz a tundrán gyűjtögetett növényekből, bogyókból.
- 8. Szemtől szemben (S10, Ep8; Close Encounter, 2018. február 15.) (DIGI: 16. rész, 2018; PORT: ?)

Andy motorcsónakkal megy jávorszarvasra vadászni a Yukonon, feljebb, körülbelül 50 kilométerre. De végül mégis egy fekete medve kerül puskavégre. Hailstone-ék  hálóval fognak nagy mennyiségű lazacot. Szüleik most csak Carolt hozták magukkal. És meglepetésükre egy hódot is fognak. Glenn szintén jávorszarvasra vadászik. Eleinte nem sok sikerre vezet a hímek hangját és szarvdörgölését utánzó trükközése, de végül mégis sikerül közel csalnia és elejtenie egy termetes bikát. Sue is messzire távolodott a táborától, és meglát egy méretes grizzlyt, aki nyilván szintén karibuvadászatra jött.

## 11. évad (2018)
- 1. Őrségváltás (S11, Ep1; Changing of the Guard, 2018. szeptember 18.) (DIGI: 1. rész, 2015; PORT: III/13.)

Hailstone-ék, Chip és Agnes csónakkal indul jávorszarvas vadászatra. Bikára van engedélyük. Agnes Nurvikban született. Családjában ő született először házban és nem sátorban. Jessie az 1600 km hosszú versenyre, az Iditarodra készül. 50 szánhúzó kutyája van. Glenn partnere Trisa Fairbanksben lakik. Ageta és Emilia a két gyermekük. Andy 30 éve 22 éves korában jött Alaszkába. Eredetileg ácsként dolgozott. Sue otthona, Kavik 24 km-re fekszik Jeges-tenger partjától, és 814 km-re a legközelebbi nagyvárostól. Sue lőtt egy hófajdot. Chip egy műhelyt épít bontási anyagból a korábbi sátor helyett.
- 2. A kötél végén/BBC Earth: Ha minden kötél szakad (S11, Ep2; End of the Rope, 2018. szeptember 25.) (DIGI: 2. rész, 2015; PORT: ?)

Sue felkészíti a kaviki tábort az erős téli viharokra. Kapaszkodóköteleket helyez el az épültek között hogy nagy hófúvásban se tévedjen el. Továbbá szigetelnie kell az étkező padlóját, ahol télen lakik, mert rengeteget költött előző évben a fűtésre. Andy új raktárépületet épít. Glenn karibura vadászik, hogy legyen elég élelme a családjának. Sikerül is lőnie egyet. Hailstone-ék lékhorgászni mennek. Chip niksziket, hagyományos inuit horgászbotokat készített hozzá. Fognak egy szép menyhalat vacsorára.
- 3. Nincs garancia (S11, Ep3; No Guarantees, 2018. október 2.) (DIGI: 3. rész, 2015; PORT: ?)

Sue egyedül ügyeskedi fel a hernyótalpat a négytengelyes terepjárójára, holott az elvben kétemberes feladat. Majd kamerákat tesz ki a tábor környékén, hogy megfigyelhesse az állatok mozgását. Chip és Agnes csapdákat helyeznek ki. Andy karibu vadászik és sikerrel is jár. Jessie sokat küszködik a megfelelő mennyiségű, napi 150 liter víz biztosítása érdekében. Új rendszert talál ki magának. Hómobillal megy a folyóra, a lékre pedig hőszigetelő ajtót készít, hogy ne fagyjon vissza túl gyorsan.
- 4. Sarkvidéki szüret (S11, Ep4; Arctic Harvest, 2018. október 9.) (DIGI: 4. rész, 2015; PORT: ?)

Chip öt évig el volt tiltva a puskától. Felesége vadászott helyette, illetve használhatott fekete lőporos elöltöltős puskát. Most Carollal vadászni mennek, de előbb ellenőrzi, nem ment-e ki a gyakorlatból. Andy is lőtt egy karibut. Egy részéből kolbászt készít. Sue-nak a felhalmozott vizében valami alga és baktérium szaporodott fel, amitől hasmenést kapott. Fertőtlenítenie kell a hordót, és sürgősen friss vizet szereznie. Egy bojlert eszkábált a kályhájához, amivel évente több ezer dollárt spórolhat meg. Jessie a soron következő Iditarod versenyre készül. Fát kell felhalmoznia. A láncfűrésze beszorul a kidőlt fába, ezért haza kell mennie a másik láncfűrészért, hogy anélkül szabadíthassa ki, hogy megsérülne. Andy kutyaszánnal indul csapdákat kihelyezni. Nyestet szeretne fogni.
- 5. Ismét otthon (S11, Ep5; Home Again, 2018. október 16.) (DIGI: 5. rész, 2015; PORT: ?)

Sue egy régi vadászati módszerrel, a bolával kísérletezik. Hófajdot szeretne elejteni a segítségével. De hiába gyakorolt vele, egyelőre nem járt sikerrel. Az ősszel pusztult el Andy régi vezérkutyája, Iceberg. Most három új kölyökkutyát nevel a csapatba. Ricko ezen a télen először keresi fel tíz éve meghalt szülei házát Husliában. Élettársával öt gyerekük van. Halászni, vadászni és csapdázni érkezett, hogy ellássa családját. Le kell takarítania a tetőn felgyűlt rengeteg havat. A három Hailstone lány hófajdra vadászik, de nem járnak sikerrel. Később Agnesszel csapdákat helyeznek ki. Az unokát, Wade-et is magukkal viszik. Nyulakat szeretnének fogni, és kiderül, hogy sikerrel is jártak. Kint a vadonban sütik meg az egyiket ebédre.
- 6. A nagy ismeretlen (S11, Ep6; The Great Unknown, 2018. október 23.) (DIGI: 6. rész, 2015; PORT: ?)

Sue megnézi új házát a Chena folyónál 96 km-re Fairbankstől, a sarkkörtől 168 km-re délre. A telet ott töltené ezután. Ricko vízért megy a North Fork folyóhoz. Léket vág. Később hódcsapdákat helyez ki. És sikerül is fognia egy hódot. Jessie lékhorgászni megy. Az új kiskutyák kiképzését kezdi meg a kutyacsapatába szoktatásukkal. Egy jó nagy mennyhalat sikerül fognia. Agnes, Edward és Idi fagyűjtő útra indulnak, hogy legyen elég fájuk, amíg Agnesék Kiwalikban vadásznak. Visszafelé a szán egyik deszkája eltörik, de szerencsére a szán kibírja egyben hazáig.
- 7. Egy tanulság (S11, Ep7; A Lesson Learned, 2018. október 30.) (DIGI: 7. rész, 2016; PORT: ?)

Chip és Carol hófajdra vadászik. Rickónak meg kell javítania a rádió antennáját, ami létfontosságú kommunikációs eszköz Husliában. Sue új chenai birtokának anyagi erőforrásait deríti fel. Vizet hoz a folyóról és nyúlcsapdákat helyez ki – egyelőre nem sok sikerrel. Viszont vacsorára lő két mókust. Jessie nyúlvadászatra megy, és sikerrel is jár.
- 8. Egyenesen a viharba (S11, Ep8; Into the Storm, 2018. november 6.) (DIGI: 8. rész, 2016; PORT: ?)

Jessie új műhely építésével próbál úrrá lenni a rendetlenségen. Sue ágykeretet készít a matracához. A környéken kinéz hozzá pár kiszáradt fát. Ricko a hőforrásoknál rozsomákot akar fogni csapdával és potlacsot tartani nővére és nagybátyja emlékére. Hailstone-ék Kiwalikba indulnak, de az időjárás mindig tartogat meglepetéseket. A vihar elől Deeringbe mennek tovább Tinmiaq-ékhoz hátrahagyva a sátrat és a többi felszerelést. De reggelre elállt a szél, és mindent érintetlenül találnak, ahogy hagyták.
- 9. Farkasok csapáján[20] (S11, Ep9; Trail of Wolves, 2018. november 13.) (DIGI: 9. rész, 2018; PORT: ?)

Chip hét farkas nyomát számolja össze, miközben karibura vadászik Kiwalikban. Agnes és Tinmiaq havat lapátol, Carolnak viszont tanulnia kell. Sue-nak is jót tenne végre egy kis friss hús.  Ricko kijavítja a garázda grizzly által tönkretett, 20 éves füstölőházat. Keresztrudakért és füstölőtüzelőért a hómobiljával indul. Jessie felkészül az Iditarodra. Zsákokban készíti elő a kutyák ételét a versenyre, amit el kell juttatnia a verseny szervezőihez. Közben egyik kutyája négy kiskutyát ellett. Sue-nak sikerült egy hófajdot lőnie. Ricko pedig füstölt lúdlevest vacsorázik.
- 10. Tűzpróba (S11, Ep10; Trial by Fire, 2018. november 20.) (DIGI: 10. rész, 2018; PORT: ?)

Évadcím ennél az egy epizódnál: Élet a fagypont alatt: A lehetőség
Jessie 12 év felkészülés után először áll célhoz az Iditarodon, az 1973 óta évente megrendezésre kerülő kutyaszánversenyen. Ricko apróvadra vadászik. Hetedik helyen végez. Találkozik egy öreg kúszósüllel, de csupán követi egy darabon, hátha más állatokhoz vezeti. Kitesz néhány hurokcsapdát. Sue indul vissza Kavikba, de előbb le kell takarítania a havat a háztetőiről. Chip és Agnes két lányukkal nyúlra vadászik. Két tucatot sikerül lőniük.
- 11. A lehetőség?? (S11, Ep11; Window of Opportunity, 2018. november 27.) (DIGI: 11. rész, 2018; PORT: ?)

Chip és Agnes medvére vadásznak, míg a gyerekek Deeringben vizsgáznak. Sikerül is lőniük egyet. Sue repülővel tér vissza Kavikba. Örömmel látja, hogy minden rendben. Jessie a négykerekűjét akarja kiszabadítani a sárból. Miután sikerrel járt, első dolga, hogy a quaddal menjen ellenőrizni a jégzajlást. Ricko visszatér Husliába. A kis kályhát lecseréli a kintről becipelt nagyra, de közben eltöri az egyik lépcsőfokot.
- 12. A változás szele (S11, Ep12; Winds of Change, 2018. december 4.) (DIGI: 12. rész, 2018; PORT: VI/12.)

Hailstone-ék felkészülnek a közeledő viharra. Alacsony hófalat építenek a sátor köré, a lányok vízért (jégért), Chip tűzifáért megy. Glenn karibut szeretne lőni a családnak. Ricko a nagyobbik kislányát, Simone-t tanítja a libavadászatra. Sue-nak Kaviknál a hóviharral kell megbirkóznia. Gyakran kell ellenőriznie a tábort, hogy milyen károkat okozott.
- 13. ??[21] (S11, Ep13; The Burning Man, 2018. december 11.) (DIGI: 13. rész, 2018; PORT: ?)

Agnes és fia, Doug fókára vadászik. Ezt csakis őshonos alaszkaiak tehetik törvényesen. A hímeknek rossz az ízük, ezért olyan nőstényt keresnek, aminek épp nincs borja, ami nem is olyan könnyű feladat. Nehéz viszonyítás nélkül messziről megbecsülni a méretet is. De végül sikerül lőniük egy szép példányt. Jessie a kenujával récére vadászik a folyó mentén. Az elejtett réce megtisztítása után nyárfarügyet gyűjt gyógyszernek. Kenőcsöt fog készíteni belőle. A fát vágja ki egy zacskónyi rügy kedvéért. Glennt a hatóságok bízták meg egy állami földön engedély nélkül épített régi kunyhó eltüntetésével. Emlékszik a Doug nevű férfira, aki több mint tíz éve építette a kunyhót, de aztán továbbállt. Az elhagyott kunyhóban különféle hasznos felszerelési tárgyakat és eszközöket talál jó állapotban. Többek között fejszét, ásókat és egy nagy kályhát, amit szánnal vonszol le a tópartra, és majd olvadás után jön érte a kenujával. Végül a jól előkészített maradványt felgyújtja. Sue a túlélési képességeit fejleszti. Gyertyát készít medvezsírból, hóbarlangot ás.
- 14. Vadászidény/BBC Earth: Vadászidény (S11, Ep14; Open Season, 2018. december 18.) (DIGI: 14. rész, 2016; PORT: ?)

Chip és Agnes vejükkel, Edwarddal családi vadászatra indul. Ludat szeretnének lőni. Nagy nehezen Edward lőtt egy nagy liliket. Később még jópárat sikerül lőniük. Jessie megpróbálja a kutyák összes maradék ételét megmenteni a melegedés ellenére. Hóval próbálja tartósítani. Ricko csapdázásra, vadászatra készül Husliában. Húst nem tudott szerezni, de talál egy nagy és értékes jávorszarvas trófeát. Kavikban Sue annak örül, hogy elvonult a vihar. Legsürgősebb teendője a kifutópálya letakarítása, de a Bobcat egyik alkatrészét ki kell cserélnie.
- 15. A nagy átváltozás/BBC Earth: A nagy átalakítás (S11, Ep15; The Great Changeover, 2018. december 25.) (DIGI: 15. rész, 2018; PORT: VI/15.)

Sue az idővel versenyezve újítja fel a konyháját. Sietnie kell, mert vendégek maradhatnak el, amíg nincs működő konyha. Saját maga által gyártott páclével kezeli le az új, nyersfa bútorokat. Jessie motorcsónakkal indul táborozással egybekötött hódvadászatra a közeli közeli tóhoz. A tavon már a könnyű kenuját használja. De az időjárás könnyen közbeszólhat. Végül mégis sikerül lőnie egyet. Agnes a lányokkal különféle növényeket, sóskát és hagymát gyűjtenek. Ricko a csónakját szeretné vízre tenni, és a fiatalabb gyermekeit, Skylert és Scarletet kivinni a nagyapjától örökölt kunyhóhoz nyaralni. Chip közben egy árnyékszéket épít az új táboruknak.
- (Hounds of the Arctic, 2018. január 4.)

Az ember és a kutya közötti erős kapcsolat kulcsfontosságú szerepet játszik Alaszka szélsőséges éghajlatán a túlélésében.
- (Cold Comfort, 2018. január 11.)
- (Queens of the North, 2018. január 25.)

Alaszka zord éghajlata alatt a nőknek ösztöneikkel és minden találékonyságukkal kell élniük, hogy boldogulhassanak és gondoskodni tudjanak családjukról.
- (Give Me Shelter, 2018. február 8.)

A jóval a fagypont alatti hőmérsékleten az alaszkai embereknek folyamatosan menedéket kell építeniük és fenntartaniuk, hogy túléljék a nagy hideget.
- (Land of Ice and Fire, 2018. február 22.)

A tűz és a jég egyaránt segítheti és akadályozhatja a sarkvidéki tundrában élőket.
- (Alone, 2018. március 1.)

Alaszkaiak, akik elszigetelten élik életüket, a túlélésért küzdenek a bolygó egyik leginkább kiismerhetetlenebb sarkában.
- (Predator vs. Prey, 2018. március 15.)

A veszélyes sőt halálos ragadozók által lakott távoli vadonban élve az alaszkaiaknak állandó fokozott figyelemmel kell lenniük környezetükre.
- 16. ?? (S11, Ep16; The Nightmare, 2019. január 1.) (DIGI: 16. rész, 2019; PORT: ?)

Jessie mennyhalat szeretne fogni a Nenana folyóból. Öt jó nagy példányt sikerül kifognia. Hailstone-ék Kiwalikban két nagy rönkből egy kis hidat építenek, hogy gyalogszerrel is nagyobb területet járhassanak be. Ricko két kisgyerekével a szüleitől örökölt házban nyaralna Husliában. De már a parton egy grizzly látogatásának a nyomaira bukkannak, a házat pedig teljesen feldúlva találják. Hatalmas munka rendet csinálni a gyerekekkel. Sue az idény kezdete előtt körüljárja a tábort a ragadozók ellenőrzése érdekében. Közben még két hófajdot is lő.
- 17. ??/BBC Earth: Vizet taposva (S11, Ep17; Treading Water, 2019. január 8.) (DIGI: 17. rész, 2019; PORT: ?)

Jessie tűzifát gyűjt és tutajt épít belőle, amivel hazáig úsztathatja. Agnes a lányokkal halászhálót javítanak és készítenek. Ricko két kisgyermekével kenuval indul horgászni. Lőnek egy récét is vacsorára. Sue-nak az olvadás során vízátfolyás miatt megrongálódott leszállópályáját kell kijavítania az első gép érkezése előtt.
- 18. A sarkvidék országútjai (S11, Ep18; Highways of the Arctic, 2019. január 15.) (DIGI: 19. rész, 2019; PORT: ?)

Jessie minden eszközt felhasznál a tűzifa gyűjtéséhez. Magával viszi a kvadját is, de fennakad egy homokpadon. Sue egy menekülőutat épít ki Kavikból kiindulva. Szenet akar szerezni valamelyik környékbeli felszíni lelőhelyről. Ricko kisgyerekei hazamentek. Most halászni készül. Hailstone-ék csónakja váratlanul fennakad egy homokpadon, így kénytelenek az éjszakát a vízen tölteni.
- 19. ??/BBC Earth: Újra nyeregben/Spektrum: Ismét a nyeregben (S11, Ep19; Back in the Saddle, 2019. január 22.) (DIGI: 19. rész, 2019; PORT:  VI/19., Spektrum: 2018)

Agnes és Tinmiaq áfonyát gyűjt. Chip ludat szeretne lőni, de nem jár sikerrel, úgyhogy inkább fáért megy. Andy hosszú idő, hat hónap után tér haza. Csípőproblémájából lábadozott Floridában. Denise Becker Andy barátnője. A ház környékének rendbehozatala után a kutyákért mennek, akiket Andy barátja fogadott be eredetileg csupán két hétre. Jessie-nek a halászati szezon befejezése előtt elég lazacot kell fognia. Előbb azonban a füstölőházat hozza rendbe. A hálójával rengeteg lazacot sikerül fognia. Sue repülővel megy horgászni, de a rendelkezésre álló rövid idő alatt nem fog semmit.
- 20. Versenyfutás az idővel/BBC Earth: Versenyfutás az idővel (azonos) (S11, Ep20; Race Against Time, 2019. január 29.) (DIGI: 20. rész, 2019; PORT: VI/20.)

Sue egy farkas nyomába ered. Valószínűleg ez a farkas ölte meg Sue néhány rókáját. Jessie új házat épít magának. Andy távollétében medvék jártak a haltárolójában és alaposan kifosztották. Elindulnak halászni. Agnes és Tinmiaq fókákat szeretnének lőni.
- 21. Senki sem magányos harcos/BBC Earth: Senki sincs egyedül (S11, Ep21; No One Fights Alone, 2019. február 12.) (DIGI: 21. rész, 2019; PORT: ?)

Andy fél éves távolléte alatt az élelmiszer, zöldségek megromlottak. De sürgősebb a friss víz. Denise-szel tiszta vízért megy nyolc kilométerre fel a folyón egy tiszta vizű patakhoz. Majdnem ezer liter vízzel térnek vissza. Miután megszabadulnak a melegházba befészkelt darazsaktól és a gaztól, egy bolt maradék készletéből felvásárolt palántákat ültetnek el. Sue egy karibut lőtt télre. Agancsából fogantyúkat készít az új konyhabútorára. Kiwalikban Agnes lányaival és unokájával bogyót gyűjt. Rengeteg varjúbocsot találnak. Ezután gallyat szednek. Egy nagy halomba rakott halomért majd csak télen jönnek szükség esetén. Chip közben vadászni megy. Karibut akar lőni, de ehelyett csupán néhány récét sikerül, de ezzel is megvan a család élelme jó pár napra. Jessie Holmes visszatér egy ismerős területre, ahol szintén vadászik, de ő medvét szeretne lőni. Hogy ne térjen haza üres kézzel, legalább némi tűzifát visz haza.
- 22. A tél ára/BBC Earth: A tél ára (azonos) (S11, Ep22; Cost of Winter, 2019. február 19.) (DIGI: 22. rész, 2019; PORT: ?)

Ricko DeWilde idős nagynénje számára indul jávorszarvas-vadászatra. Nehezen talál bikát, és alaposan megijeszti egy jávorszarvastehén, amely a közelében szalad el. Első pillantásra akár medve is rohanhatott volna feléje, így eléggé megijedt. De végül sikerül lőnie egy bikát. Sue sarkvidéki bejáratot épít. Előtte az egyik meglévő tetejét szigeteli le. Andyék elhatározták, hogy Eagle-ben vesznek egy disznót télire. De mielőtt érte mennének, el kell készíteniük az ólját és a ládát a szállításhoz. Azt remélik, a koca lelegeli a gazt, megtrágyázza a melegházat, és télire elég élelmet ad. Chip lő egy szép ludat. A család a legkisebb unokát is bevonva hálóval halászik. Jessie Holmes a házán dolgozik, mielőtt a körülmények végleg elromlanak.

## 12. évad (2019)
- 1. ??/BBC Earth: Megszoksz vagy megszöksz (S12, Ep1; Adapt or Die, 2019. szeptember 24.) (DIGI: 1. rész, 2016; PORT: ?)

Sue egy jókora medvét lát a távolban. A nyomába ered. Chip Carollal egy szánkót készít Wade-nek. Agnes a lányokkal parkát. Glenn családjával repülőn érkezik Chandalar-be. Már négy kisgyerekük van. Jávorszarvasra vadászik. Jessie Holmes szintén vadászni indul. Csapdákat helyez ki, de lő három nyulat is.
- 2. Közeleg a sötétség/BBC Earth: Közelít a sötétség (S12, Ep2; Darkness Approaches, 2019. október 1.) (DIGI: 2. rész, 2016; PORT: ?)

Sue táborát egy rozsomák látogatta meg, és megpróbálta átrágni magát a padlón. Ricko vad jávokat játszik. Jessie későn szánta rá magát a motorcsónakja kiemelésére. Megindult a jégzajlás, így nehéz dolga van, de végül sikerül megmentenie a csónakját. Hailstone-ék is felkészülnek a télre. És ők is a csónak partra húzásával foglalkoznak, majd Chip és Carol hómobilt javít. Ricko jávorszarvasbikát szeretne lőni. Bevált módszer szerint utánozza a bika hangját, lépéseit és agancsának hangját amint a fákhoz dörzsöli. Sikerül is ezzel közel csalnia egy szép nagy bikát, amelyet egy lövéssel azonnal leterít. Tüzet gyújt, hogy távol tartsa a medvéket, farkasokat a feldolgozása közben.
- 3. Majd ha fagy/BBC Earth: Fagy (S12, Ep3; The Freeze Up, 2019. október 8.) (DIGI: 3. rész, 2016; PORT: ?)

Hailstone-ék jéghalászattal szeretnének friss halhoz jutni. Először Chip ellenőrzi elég vastag-e a jég. Végül Tinggel feszítik ki a hálót a jég alatt. Másnap az egész család az unokával húzza ki a halakkal teli hálót. Főleg jókora marénákat fogtak. Ricko vadászni tanítja gyermekeit. Végül nyúlcsapdákat helyeznek ki. Jessie 220 kilométeres edzőösvényt alakít ki a kutyáinak egészen a hőforrásokig. Az út végén kellemes fürdőt vesz az egyébként erős hidegben. Sue a folyóra indul, és megpróbál szákkal halat fogni, de többször majdnem beszakad alatta a jég, amikor a lékekhez közelít. Végül egy hófajdot lő vacsorára.
- 4. Közeleg a vihar/BBC Earth: Viharzóna (S12, Ep4; Weather the Storm, 2019. október 15.) (DIGI: 4. rész, 2016; PORT:  VII/4.)

Hailstone-ék felkészülnek az erős viharra. Chip fáért megy, Agnes pár napra előre megfőzi a család ételét. A lányok jégért mennek. De aggasztó, hogy már a vihar előszele is kárt tesz a sátrukban. A kémény kidől, a ponyva kihasad. Sue hosszú utazás előtt biztonságossá teszi a táborát. A leszállópálya bójáit is felújítja, újrafesti. Jessie a szánversenyre készül. A nemrég vásárolt utánfutót alakítja át a versenyekhez. Az idei a negyedik versenye lesz. Eddig kettőt nyert meg. Ricko segít megjavítani nagybátyja, David kunyhóját.
- 5. Sorscsapások/BBC Earth: Kemény csapások (S12, Ep5; Hard Knocks, 2019. október 22.) (DIGI: 5. rész, 2016; PORT: ?)

Chip balesetet szenved a motoros szánjával. Felborult, és az arcát, orrát ütötte meg. Orvoshoz kell fordulnia a távoli Kotzebue-ban. A család Deeringbe megy elé. Sue Chenában javítja házát. Kicseréli a régi mohatömítést, és lekezeli a gerendákat. Jessie a kölyökkutyáival először indul próbaútra. Ricko három kisgyerekének mutatja meg a jég alatti hálós halászat fortélyait.
- 6. Az ember tervez/BBC Earth: Ember tervez (S12, Ep6; Best-Laid Plans, 2019. október 29.) (DIGI: 6. rész, 2016; PORT: ,VII/6.)

Hailstone-ék engedélyt kaptak egy pézsmatulok kilövésére. Kinéz egy fiatalabb bikát, de a lövés után derül ki, hogy tehén. Valószínűleg pénzbírsággal megússza a dolgot, de még így is jobb, mintha a hatóság jön rá a tévedésére. Sue folytatja a chenai háza felújítását. A nagy vaskályha beállítása azonban némi nehézségbe ütközik. Jessie tűzifáért megy, mert fogytán a készlete. Még a nyáron kivágott és feldarabolt néhány fát nyolc kilométerre a házától, úgyhogy most csak haza kell szállítania a rönköket. Ricko fiával utazik a családi kunyhójukba. A klímaváltozás látható, egyértelmű jelei. Megérkezésük után első útjuk a folyóra vezet vízért. Hóember készítés után még fát is kell Rickónak aprítania.
- 7. Új horizontok/BBC Earth: Új távlatok (S12, Ep7; New Horizons, 2019. november 5.) (DIGI: 7. rész, 2016; PORT: ?)

Ricko és fia, Skyler hódcsapdát helyeznek ki. Másnap találnak is benne egy hódot. Hailstone-ék tovább költöznének, de a sátruk ponyvájának az alja a hosszú idő alatt belefagyott a jégbe. Nehéz kiszabadítani anélkül, hogy a ponyvát meg ne sértsék. Amíg a lányok a ponyva kiszárításával és a költözés előkészítésével foglalkoznak, Chip a kisunokájával megy nyúlra vadászni. Fél óra alatt fél tucatot sikerül elejtenie. Jessie is azt tervezi, hogy átköltözik a folyó túloldalára újonnan vásárolt 12 holdas földjére. Sue az új otthonába, a Chena folyónál megy tűzifát gyűjteni. Útközben lő egy mókust vacsorára. Végül talál négy kiszáradt, de álló fenyőt, amit ki is vág.
- 8. Helyzetelőnyben (S12, Ep8; Ahead of the Game, 2019. november 12.) (DIGI: 8. rész, 2016; PORT: ?)

Sue Chenából repülőgépen utazik haza Kavikbe. Hailstone-ék házimunkát végeznek Kiwalikban. Chip tűzifáért megy, majd csapdákat helyez ki. Carol egyedül megy nyúlra vadászni. Agnes otthon maradt a kisunokájával. Andy és Denise visszatér Eagle-ba. Andy csípőízület-beültetéséből lábadozik. A kutyák visszatelepítésén dolgoznak. Jessie felkészül az Iditarodra.
- 9. Sarkvidéki fegyelem (S12, Ep9; Arctic Discipline, 2019. november 19.) (DIGI: 9. rész, 2016; PORT: ?)

Denise először indul kutyaszánnal próbaútra. Szerencsére nem túl messze a házuktól a kutyák otthagyják, és gyalog kell hazamennie. Sue-nak rendbe kell hoznia kifutópályáját. De ehhez be kell indítania a nagyobb buldózerét. Jessie nyúlcsapdákat helyez ki. Közben lő is egyet. Eleinte úgy tűnik, nem jár sikerrel, de a második nap hármat is talál a csapdákban. Ricko a kisfiát, Skylert tanítja vadászni. Hófajdot szeretnének lőni.
- 10. Végső áldozat[22] (S12, Ep10; Ultimate Sacrifice, 2019. november 26.) (DIGI: 10. rész, 2016; PORT: VII/10.)

Jessie az előző évi hetedik helye után indul a 2019-es Iditarod versenyen is. A verseny 1600 km-es, amit 11 nap alatt kell leküzdeni a versenyzőknek. A nagy igénybevételtől a szán egyik rúdja eltörik, de szerencsére sikerül megjavítania. A Yukon kezd befagyni, és a jégzajlás zárja el az utat Andy és Denise előtt, akik a túlpartról szerzik be az élelmüket. Andy a befagyott részen próbál ösvényt vágni. Felborul a hómobillal, és eléggé megüti magát. Végül mégis sikerül beszerezniük a szükséges fát. Sue vadászatra megy. Hófajdot szeretne lőni, és sikerrel is jár.
- 11. Téli pokol (S12, Ep11; Winter Inferno, 2019. december 3.) (DIGI: 11. rész, 2016; PORT: ?)

Sue az új generátorát  szállítja haza Prudhoe Bay-ből. A 140 km-es utat egy nap alatt teszi meg. Andy és Denise fáért megy. Andy megmutatja a láncfűrész használatát. Ricko és kisgyerekei pézsmapocokra vadásznak csapdával. Kettőt fognak, de a gyerekek megsajnálják a kedves kis állatokat. Chip és Agnes a tavasz közeledtével új táborba költözik.
- 12. ?? (S12, Ep12; Winters End, 2019. december 10.) (DIGI: 12. rész, 2016; PORT: ?)

 ?? Sue vízimadarakra vadászik. Andy és Denise harcolnak a folyó felbomlása ellen. Ricko a gyerekekkel libára vadászik. A Hailstones kis játékot vadászik.
- 13. Az első vadászat (S12, Ep13; First Blood, 2019. december 17.) (DIGI: 13. rész, 2016; PORT: ?)

Andy és Denise vadmadarakra vadásznak a közeli Ford-tónál. Lőnek is pár kacsát. Hailstone-ék az unokával tojás gyűjtenek. Megfőzik és egy részéből megvacsoráznak, a nagy részét viszont olajban tartósítják és az időseknek ajándékozzák. Sue kibővíti kertjét. Ricko vadászni tanítja gyermekeit. A gyerekek pézsmapockot lőnek vacsorára.
- 14. ??/BBC Earth: Pánik és rémület (S12, Ep14; Shock & Awe, 2019. december 24.) (DIGI: 14. rész, 2016; BBC Earthnél 14. rész, 2019, PORT: III/14.)

Andy és Denise napelemeket és akkumulátorokat telepít a jurtájukba. Hailstone-ék horgászni indulnak. De először a nyári táborukat, inukszukot kell felállítani. A lányok kifeszítik a hálót, és fognak is egy jó nagy mennyiséget. Jessie a nagy motorcsónakját takarítja és javítja. Furnérlemezből készít új padlót a csónakba. Első útja a korábban kifeszített hálójához vezet, de egyelőre nem fogott semmit. Sue a jó öreg lánctalpas Nodwelljének a kerekeit szeretné kicserélni. A lánctalp és a nyolc kerék elsőre fáradságos munkának látszik.
- 15. Dominó effektus (S12, Ep15; Domino Effect, 2019. december 31.) (DIGI: 15. rész, 2016; PORT: ?)

Jessie kihasználja a hosszú nappalok adta lehetőséget, és motorcsónakjával megy fáért. A kidöntött törzseket későbbi terveinek megvalósításához viszi haza. Andy és Denise megpróbálja megjavítani Andy öreg Cherokee dzsipjét, amivel 1980-ban Alaszkába érkezett. Kilenc évig állt az udvaron. Megdöbbenésükre sikerül beindítani. Némi ácsmunkával platósra alakítják át. Sue megtisztítja a folyója, a Kavik medrét, és horgászik. Chip a lányokkal kunyhót épít raktárnak. Közben lő két ludat vacsorára. A kisunoka is besegít.
- 16. ??/BBC Earth: A rémálom??? (S12, Ep16; Bear Scare, 2020. január 7.) (DIGI: 16. rész, 2016; PORT: ?)

Sue megismétli a hóolvadékot. Ricko javítja a kabinját. Jessie új dokkot épít. Hailstone-ék tengerparti kalandok.
- 17. Új vidéken (S12, Ep17; New Country, 2020. január 14.) (DIGI: 17. rész, 2016; PORT: ?)

Sue vadászatra indul, de csak egy rénszarvast lő rénszarvas helyett. Szegény szarva vesztett pára pedig elszaladt. Jessie Brushkanába költözik, amit téli tábornak szán. Itt bérel egy darab földet. Nanana marad a nyári tábor. A ház egy kicsit rozoga, de rengeteg használható felszereléssel van felszerelve. Hailstone-ék új helyen állítanak sátrat. Míg Chip és Agnes halásznak, a lányok az egérrágta sátorponyvát javítgatják. Ricko a North Fork folyón a motorcsónakjával a melegvizes forráshoz utazik, hogy egy jó fürdőt vegyen. Útközben a folyón átkelő rénszarvast és grizzlyt is lát.
- ??/BBC Earth: Óvatosan a vadonban (S12, Ep18; Beware the Wild, 2020. január 21.) (DIGI: 18. rész, 2016 illetve BBC: 2019; PORT: ?)

Ricko bebarangolja a régi családi földet. Hatalmas grizzly jelöléseit találja a fákon. Sue vízelvezető rendszert épít a kifutópálya alá. Jessie tábort készít Brushkanában, új szálláshelyén. Agnes két lányával csónakkal indulnak vadászni. A várandós Tinmiaq is velük  tart. De sziklára hajtanak, és a motor lerobban. Vissza kell evezniük.
19. rész, 2016 Az új világ??